# Pelzveredlung

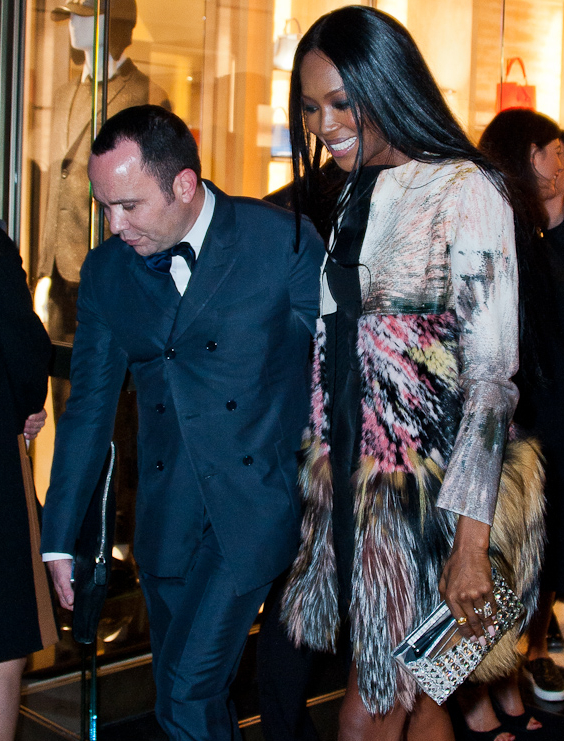
Naomi Campbell, Kurzmantel mit Rockteil aus multicolor gefärbtem Goldfuchsfell (2014)

Im engeren Sinn wird in der Rauchwarenbranche unter Pelzveredlung oder Rauchwarenveredlung, österreichisch Rauwarenveredlung, die weitere Veränderung der Felle nach der Pelzzurichtung verstanden, vor ihrer abschließenden Verarbeitung zu Pelzen. Heute häufig weiter gefasst schließt der Begriff auch die Zurichtung mit ein. Die hauptsächlichen Möglichkeiten der Pelzveredlung sind, neben anderen, Färben, Scheren, Rupfen des Haars und Veloutieren und Nappieren der Lederseite der Felle.
Für die eigentliche Zurichtung, das Gerben der Felle, siehe den Hauptartikel →Pelzzurichtung.

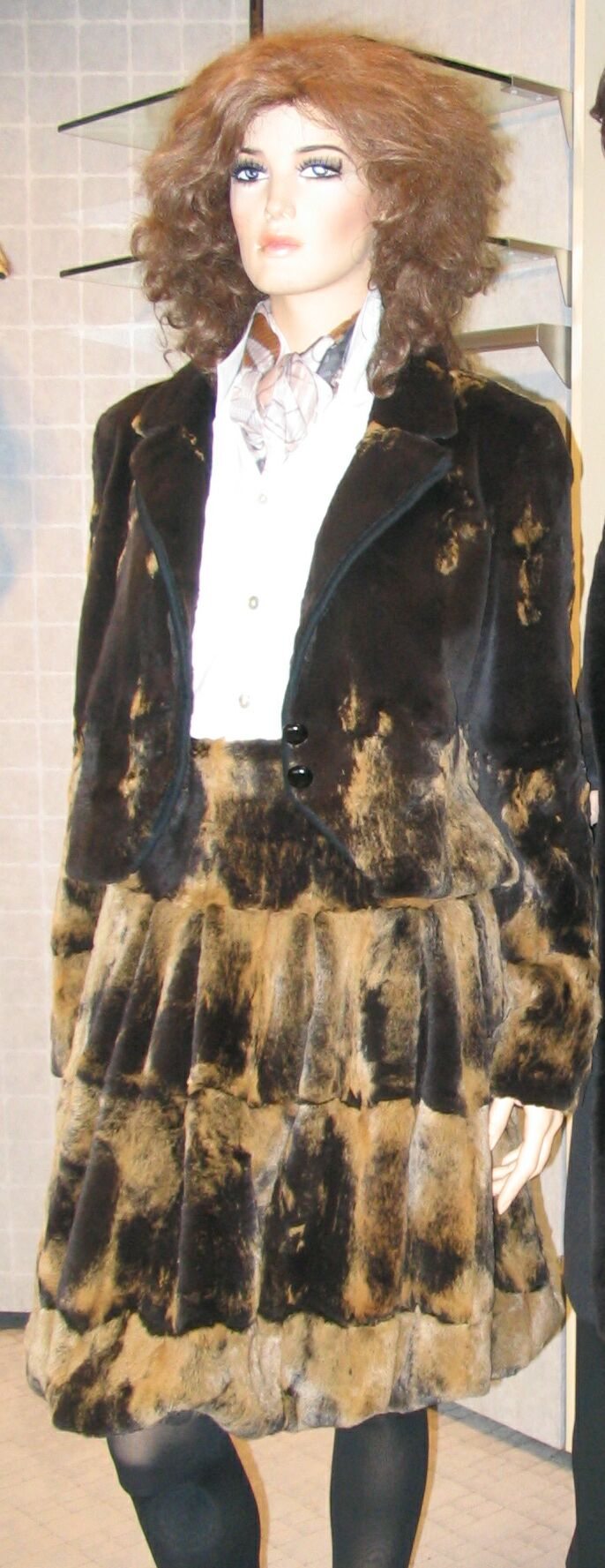
Kostüm aus Fehrückenfell, gefärbt und unterschiedlich hoch geschoren (Deutschland 2006)

## Geschichte
Nicht nur im alten Rom war das Färben von Fellen bereits üblich. Die dortige Vorliebe zu hellen Haarfarben übertrug sich auch auf die Pelze, das viel zum Haarfärben benutzte Henna wurde auch zum Pelzfärben gebraucht. Kürschner und Gerber waren in Rom noch in einer Gilde vereinigt.
Lange Zeit galt dagegen eine Verschönerung der Pelze durch Nachbessern der Farbe als unehrlich und wurde streng geahndet, das Färben von Fellen war sogar völlig untersagt. Es galt die Ansicht die Kürschner, sie betrügen, wenn sie gewissen Fellen eine solche Farbe gäben, als ob sie natürlich wären, und solche nachgeltens für Marter, Zobeln, schwartze Füchse und dergleichen verkaufen. In Moskau ansässige griechische Fellhändler galten als vollkommene Meister in der Kunst, geringe Felle durch einen künstlichen Anstrich zu veredeln. Den sibirischen Jägern wurde ebenfalls nachgesagt, dass manche es in sehr geschickter Weise verstünden, Zobelfelle mit Bleischrot zu färben, das sie in den Pelz hineinlegen und dann so schütteln, dass das Fell gleichmäßig dunkel wird. Andere hängten sie in den Rauch, die meisten wären jedoch so ungeschickt, dass ein Fachmann den Betrug sehr leicht erkennen konnte. Verwunderlich waren diese Nachbesserungsversuche gerade beim Zobelpelz nicht, hieß es doch, dass der Preis in Russland für ein sehr geringes Fell 1 Rubel betrug, für eine Spitzenqualität jedoch zu der Zeit bis zu 180 Rubel erzielt wurden. Noch 1572 wurde einem Kürschner durch die kurfürstliche sächsische Kammer die Errichtung einer Zobelfärberei untersagt.

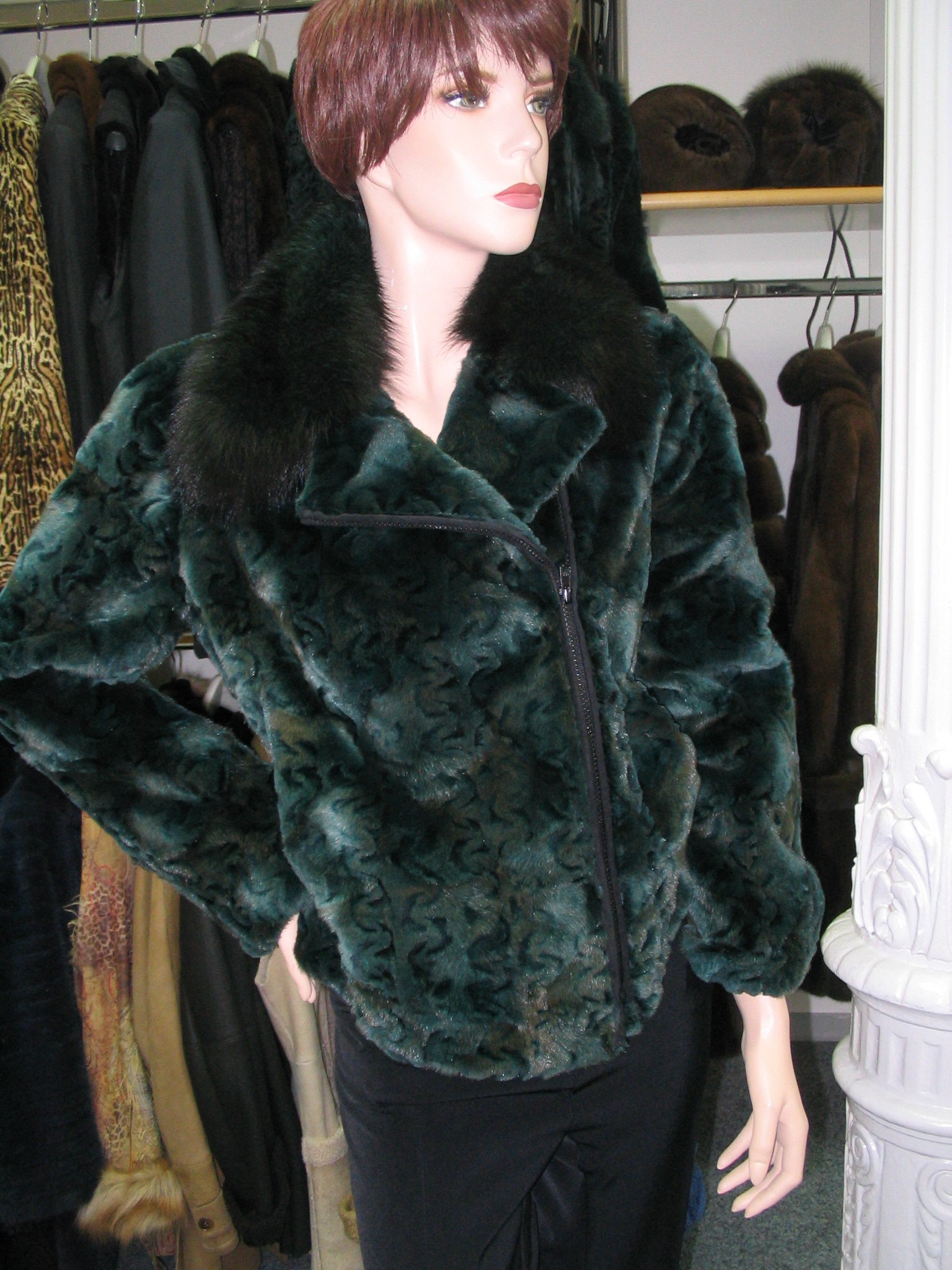
Samt-Nerzstückenjacke, gefärbt, geschoren und mit gelaserter Musterung (2013)

Letztlich setzte sich aber doch die Erkenntnis durch, dass ein dauerhaftes Nachfärben von Fellen nur dann als Betrug zu werten ist, wenn der Kunde nicht auf diese Veränderung hingewiesen wird. Das gilt auch für den historisch nächsten Schritt, das Nachahmen teurerer Fellarten durch die Veredlung von billigen, weil massenhaft anfallenden Sorten (zum Beispiel Kaninchen als Seal oder Zobel). Als der Pelz zunehmend den normalen Bürger erreichte und gleichzeitig ein Produkt der Mode wurde, begann man Felle auch dem jeweiligen Zeitgeschmack farblich anzupassen, die Entwicklung neuer, besser licht- und alterungsbeständiger Farben begünstigte diese Entwicklung.
Schon lange vor den Kürschnern der westlichen Welt war man in China auf die Idee gekommen bei entsprechenden Fellarten die harte Granne auszurupfen, so dass ein sehr weicher, samtartiger Pelz entstand. Naturbelassen ist beispielsweise das Nutriafell wegen seiner langen, nicht schönfarbigen Grannen sehr unattraktiv. Der Umstand, dass beim Rupfen die Grannenhaare stets abbrechen und hässlich aussehende „Stumpfen“ im Fell verblieben, hinderte anfangs noch in der Moderne die größere Verbreitung dieser Fellart. Erst als man um 1880 begann, gleich beim Zurichten durch einen Schwitzprozess das Oberhaar mit dem sogenannten „Rumpeln“ zu entfernen, steigerte sich der Verbrauch „ungeheuer“. Die internen Verfahren des Rumpelns, das Entfernen der Grannen, waren am Anfang streng gehütete Geheimnisse einiger Firmen, eine Leipziger Firma ließ es sich sogar patentieren.
Bemerkenswerte Fortschritte in der Pelzveredlung, insbesondere der Pelzfärberei, waren erst möglich geworden, nachdem sich die Veredlung vom Kürschner gelöst hatte und zu einem selbständigen Gewerbezweig geworden war. In der zweiten Hälfte des 19. Jahrhunderts hatte ein Teil der größeren Zurichterbetriebe, dem allgemeinen Fortschritt in der Veredlungstechnik folgend, Blenderei- und Färbereiabteilungen eingerichtet. Um 1900 überwog der Anteil naturbelassener Felle jedoch noch bei weitem der Anzahl gefärbter Pelze, um im 20. Jahrhundert zum Beispiel mit dem Schwarzfärben von Kanin und Persianer sowie mit dem Einfärben auf Modefarben erheblich zuzunehmen. Bis zum Ende des Zweiten Weltkriegs waren die deutschen Pelzzurichtungs- und Veredlungsbetriebe im Wesentlichen um das Weltpelzhandelszentrum des Leipziger Brühls angesiedelt, vor allem in Rötha, Schkeuditz, Markranstädt und in Weißenfels. Nur wenige Unternehmen gab es um 1920 im übrigen Deutschland, die wichtigsten in Chemnitz, Berlin und Hamburg.
Nach dem Krieg bildete sich eine neue, kleinere Konzentration um das gerade entstandene Pelzhandelszentrum Niddastraße in Frankfurt am Main, 1983 waren es acht Firmen mit Sitz oder Zweigstelle in Frankfurt und eine in Offenbach. 40 Prozent der WeltRohfellernte wurde zu dieser Zeit von Frankfurter Firmen veredelt. Die deutsche Farbenindustrie war auf dem Spezialgebiet der Pelzfarbstoffe bis in die Zeit nach dem Zweiten Weltkrieg besonders aktiv.
In Nordamerika begann das kommerzielle Färben von Pelzen in größerem Ausmaß um die Wende zum 20. Jahrhundert. Joseph H. Lowenstein begann mit einem bescheidenen Farbenladen in der Brooklyner Gegend von Williamsburg, New York, unweit nördlich vom New Yorker Pelzviertel. Er erkannte schnell die Möglichkeit der Ausweitung seines Angebots, einschließlich der Pelzfärberei. Seine Weitsicht profitierte von dem Boom der Pelzindustrie bis zur Weltwirtschaftskrise im Jahr 1929. In einem Interview im Jahr 1922 erklärte der New Yorker Rauchwarenhändler Joseph Steiner, warum die amerikanischen Veredler in der Erzeugung hochwertiger, neuer Qualitäten gegenüber Leipzig, Paris und London so zurücklagen. Nach seiner Ansicht war man in der Vergangenheit, einem allgemeinen amerikanischen Trend folgend, im Land zu sehr auf das schnelle Geld aus gewesen, ohne sich der Zeit und Mühe zu unterziehen, in Ruhe an Verbesserungen zu arbeiten. Bei allen inzwischen eingetretenen Fortschritten, hätte er erst wenige Tage zuvor Felle aus Leipzig in einem so wunderbaren Braun gesehen, wie man es in den USA nicht herstellen kann. In den Jahren nach dem Zweiten Weltkrieg integrierte sich auch die amerikanische Pelzkonfektion immer mehr in die High Fashion, unterstützt von ständigen Neuentwicklungen der Farbenindustrie. Die eigentliche Akzeptanz der Modefarben auf Pelz erfolgte jedoch in den 1960er Jahren durch die Anstöße aus Italien und Westdeutschland, in Amerika war es ging langsamer vorangegangen. In großem Ausmaß hatten sich die Modefarben dort Ende der 1980er Jahre durchgesetzt.
Der maschinelle Antrieb von Geräten, wie von Läutertonnen und Walken, geschah anfangs sehr vereinzelt durch Wasserkraft. Von größerer Bedeutung war die Einführung der Dampfkraft, die seit Mitte des 19. Jahrhunderts mehr und mehr zur Anwendung kam. Damit steigerte sich nicht nur in erheblichem Maß die Produktivität. Es war jetzt möglich, die Betriebe an günstigen Verkehrswegen oder anders sinnvollen Standorten zu errichten, ohne auf aufstaubares, fließendes Wasser angewiesen zu sein.
Gegen Ende des 20. Jahrhunderts wiederholte sich eine Mode, die allgemein das samtartige Aussehen gerupfter oder geschorener Felle favorisierte. Waren es in der ersten Hälfte des 20. Jahrhunderts noch Veredlungsarten die das gerupfte Robbenfell nachahmten, wie Sealkanin, Sealbisam usw., waren es jetzt neben den nun Samtbisam, Samtnutria usw. genannten Veredlungen sogar edle Felle, die eigentlich auch ungeruft große Nachfrage fanden, vor allem der Samtnerz. Der besonders tief geschorene Nerz wird in Anlehnung an den Begriff Samtnerz gelegentlich als Cashmerenerz gehandelt.
Um das Jahr 2000 wurden auf der Mailänder Pelzmesse Mifur die ersten gelaserten Pelze angeboten. Dabei wird das Haar in unterschiedlicher Höhe, stellenweise bis auf den Ledergrund, in von Designern vorgegebenen Mustern abgesengt. Begünstigt wurde diese, in der Anfangszeit oft etwas wenig wertvoll wirkende Optik, durch eine allgemeine, seit den 1970er Jahren andauernde Modetendenz, die erstmals künstlich gealterte oder sogar zerrissene Kleidung favorisierte und in den Handel brachte (Modestile wie Grunge, Punk u. a.).

## Veredlung der Haarseite

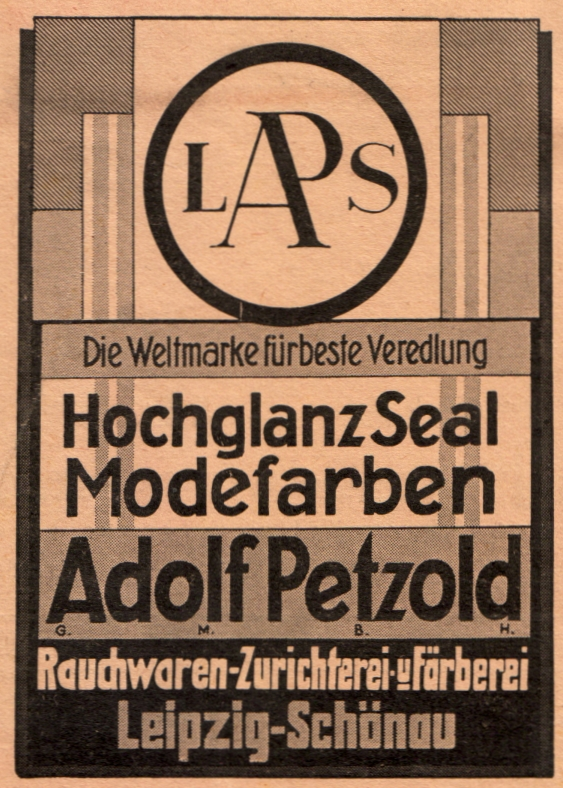
Anzeige der Leipziger Rauchwaren-Zurichterei und -Färberei Adolf Petzold (1943)

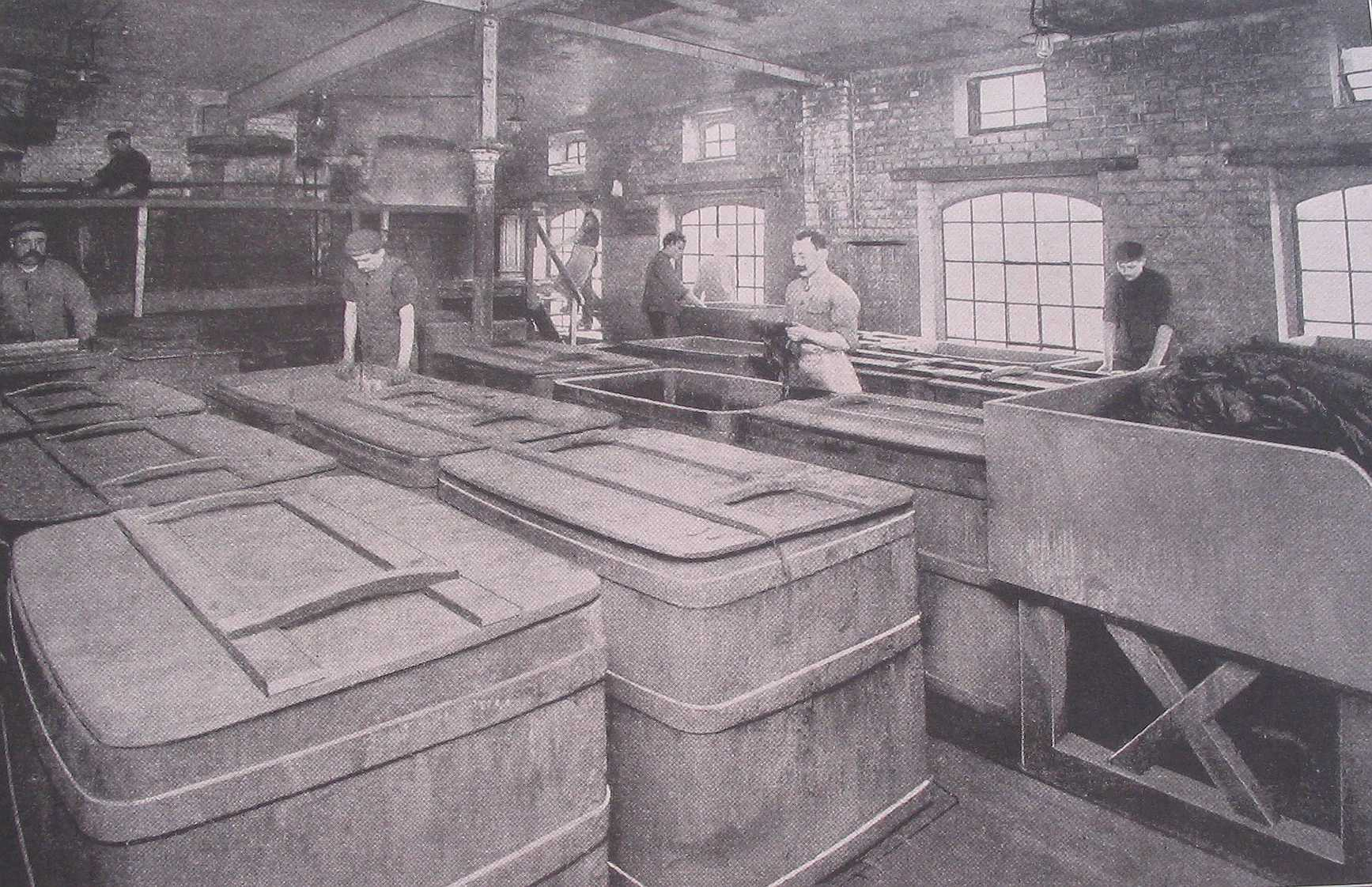
Persianerfärberei der Firma Thorer, Leipzig (1912)

### Töten der Felle
Die Vorbehandlung des Felles mit alkalischen Chemikalien, bei der die Reste natürlichen Fettes und Fettstoffe aus dem Haar entfernt werden, bezeichnet der Rauchwarenveredler als Töten. Ohne diese Behandlung würde der Färbevorgang gestört werden. Gleichzeitig werden die schädlichen, von der Zurichtung noch im Leder befindlichen Säuren, neutralisiert.
Die Tötung kann im Streich- oder im Tunkverfahren in Fellwenden oder Haspeln erfolgen. Für den Tötungsprozess werden Chemikalien wie Soda oder Ammoniak, in besonderen Fällen auch Natronlauge, Kalilauge oder Weißkalk verwendet. Zusätze von Pelzwaschmitteln verbessern die Wirkung. Wegen der je nach Fellart unterschiedlichen Struktur der Haare muss der Rauchwarenveredler die Auswirkung der Tötung auf die Felle mit dem Mikroskop überwachen.
Eine Vorbehandlung der Pelzfelle mit Metallbeizen, die Glyoxylsäure enthalten, macht den vorher üblichen Vorgang des Tötens überflüssig.

### Beizen
Die überwiegend für die Pelzfärbung benutzten Farbstoffe gehen ohne entsprechende Vorbearbeitung keine feste Bindung mit dem Haar ein, sondern lagern sich an der Haaroberfläche ab. Deshalb werden sie mit bestimmten Metallsalzen behandelt, die als Farbbeizen verwendet werden. Diese lagern sich in der Rindensubstanz des Haares und im Haarmark ab und gehen teilweise sogar Verbindungen mit dem Eiweißkörper ein. Es entsteht eine Verbindung mit den Farbstoffen, die vollkommen wasserunlöslich ist und als Farblack bezeichnet wird. Durch das Beizen vor dem Färben erhält das Fell auch Echtheitseigenschaften wie Reib-, Licht-, Lager und Sublimierechtheit. Auch wird durch die Beize ein wesentlich gleichmäßigeres Aufziehen der Farbstoffe beim Färben erzielt und die Möglichkeit geschaffen, durch Verwendung verschiedener Beizsalze die Farbtöne zu variieren.
Als Farbbeizen eignen sich vor allem die Metallsalze Kaliumbichromat, Kupfersulfat und Eisensulfat. Jedes der Salze gibt dem gebildeten Farblack eine bestimmte Eigenfarbe.

### Bleichen
Bleichen beeinträchtigt die Elastizität des Haares, es wird brüchiger. Deshalb werden nach Möglichkeit jeweils Felle verwendet, bei denen die Naturfarbe so beschaffen ist, dass eine Bleiche nicht oder nur in geringem Maß notwendig ist. Manchmal sollen jedoch dunkelfarbige oder mehrfarbige Felle auf eine einheitliche Farbtönung gebracht werden. Um das Fell zu schonen, wird versucht, die Intensität der Bleichung der gewünschten Färbung anzupassen.
In der Rauchwarenveredlung werden zwei Bleichverfahren angewendet und oft miteinander kombiniert, die Oxidations- und die Reduktionsbleiche, wobei Erstere bevorzugt wird. Bei ihr werden durch Einwirkung von freiem Sauerstoff auf das Haar die Pigmente zu farblosen Oxiden umgewandelt beziehungsweise zerstört. Beide Verfahren sind sowohl im Streichverfahren wie auch im Tunkverfahren anwendbar.
Bei Fellen mit Grannenhaar wird durch Aufstreichen stärkerer ammoniakhaltiger Wasserstoffsuperoxydlösungen das Deckhaar gebleicht. Muss auch das Unterhaar gebleicht werden, schließt sich häufig eine Tunkbleiche an, bei stärkerem Bleichbedarf noch eine Nachbleiche.
Anschließend an die Bleiche können die Felle gefärbt werden.

### Schönen
Als Schönen wird zum einen das Aufhellen nicht rein weißer oder vergilbter Felle bezeichnet (für Weißfuchs, weiße oder blackcross (weiß mit schwarz) Nerze, Hermelin usw.), je nach dem Grad der Vergilbung und der Beurteilung durch den Veredler. Nicht ganz rein weißen oder Cross-Nerzen wird mit optischen Aufhellern oder durch Bläuen ein opalisierender (bläulichweißer) Schimmer verliehen:
1. Durch oxidative und/oder reduktive Bleiche mit optischen Aufhellern, die den Gelbstich übertönen.
2. Durch die Behandlung mit einem rotstichigen Blaufarbstoff.[16]

Außerdem umfasst der Begriff das Reinforcing, natural colour, hier wird bereits bei der Zurichtung die helle Unterwolle dem dunkleren Oberhaar farblich angeglichen, das Leder bleibt dabei weiß oder elfenbein und der Naturcharakter wird erhalten. Es wurde insbesondere bei russischen Nerzen angewendet, die in der Anfangszeit oft noch ein sehr helles Unterhaar aufwiesen. Das von australischen Wollforschern zwischen 1946 und 1948 entwickelte Verfahren der Abdunklung unter Verwendung von Ferrosalzen kam erstmals durch italienische Veredler bei Nutriafellen zum Einsatz. Die so behandelten Felle betrachtet der Fachhandel als naturell.
Beim so genannten Doppel-Reinforcing unterscheidet sich der angewandte chemische Prozess völlig von dem vorgenannten, es wird eine noch stärkere Farbangleichung der Unterwolle erreicht, außerdem wird das Fell insgesamt dunkler, erkennbar am ebenfalls nachgedunkelten Leder.

### Färben

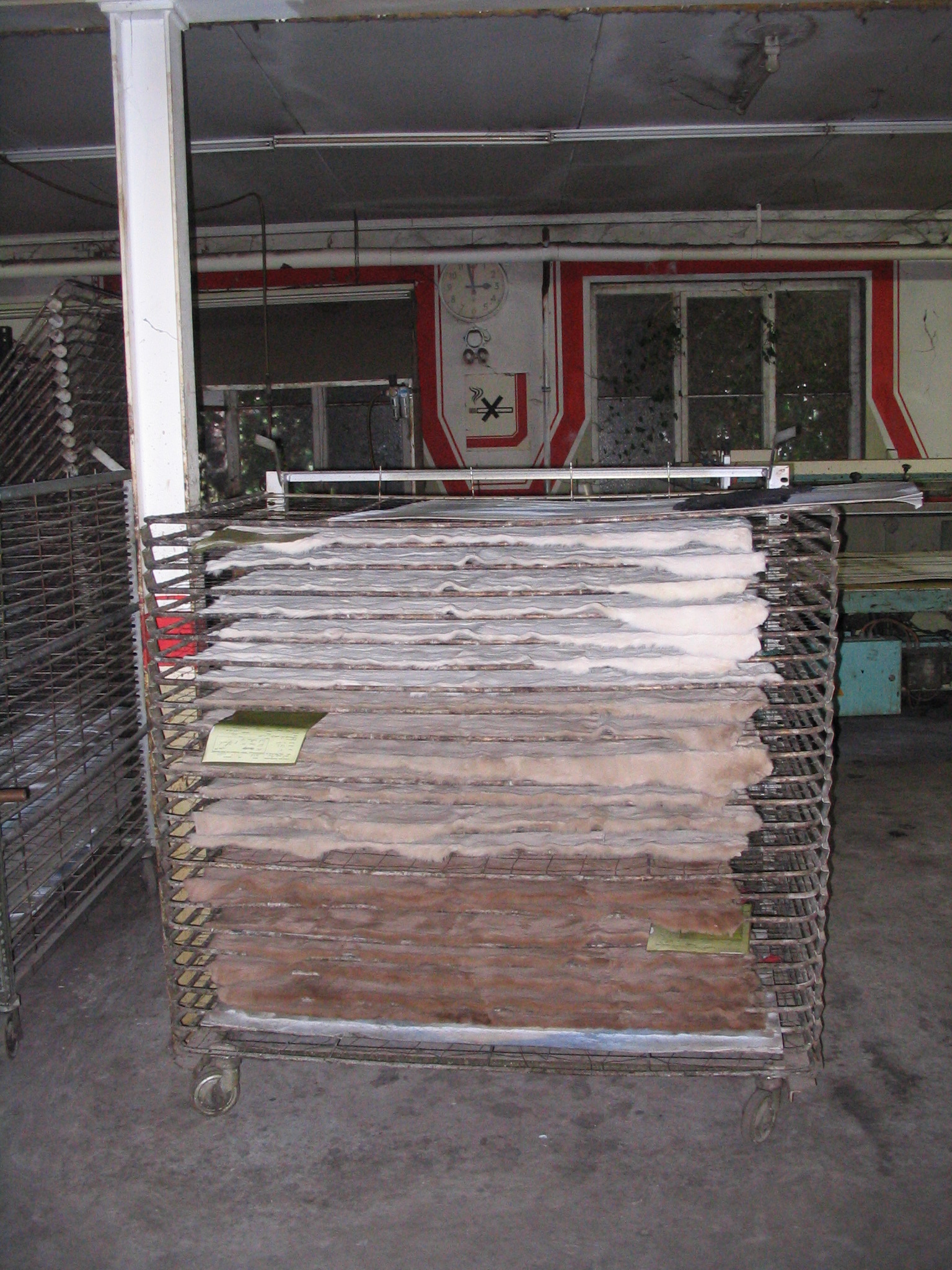
Kanintafeln nach dem Färben (2010)

Ursprünglich wurden nur Veränderungen der natürlichen Haarfarbe vorgenommen, um die als geringer im Wert erachteten Felle dem Aussehen der teurer und besser zu verkaufenden Qualitäten derselben Fellart anzupassen. Der Rauchwarenhandel unterscheidet zwischen mehr „roten“ und mehr „blauen“, dunkleren Fellen, wobei die blauen meist als wertvoller angesehen werden. Dies entspricht nicht nur dem menschlichen Schönheitsempfinden, sondern die rötlicheren Felle desselben Herkommens stammen von Tieren, die mehr Sonne abgekommen haben. Oder es handelt sich überhaupt um Sommerfelle, die weniger dicht im Haarkleid und durch das Ausbleichen durch Sonneneinstrahlung oft spröder im Haar sind (fachsprachlich für den Gesamteindruck des Haarstands: weniger „rauch“).
Fellarten, die in ihrer natürlichen Farbe wenig ansprechend sind, werden durch Färben attraktiver gemacht, zum Beispiel Murmel.
Felle, bei denen die natürlichen Farben eines Anfalls so stark variieren, so dass keine Kürschnersortimente zusammengestellt werden können, werden gefärbt, damit eine größere gleichartige Anzahl für große Kleidungsstücke zur Verfügung steht. Früher kam dies zum Beispiel häufiger bei Maulwurf oder Skunks vor.
Einfache Fellarten werden so gefärbt, dass sie den Edelpelzarten ähneln.
Neue Färbemethoden, verbunden mit Bleichen, ermöglichen heute die Herstellung jeder gewünschten Farbnuance, wenn auch nicht auf jedem Ausgangsmaterial.
Das Färben erfolgt im Tunkverfahren, in Fellwenden oder in Haspeln. Die Temperatur der Farbflotten beträgt meist etwa 30 bis 33 Grad. Die Dauer richtet sich im Allgemeinen nach dem Farbton, der erzielt werden soll, und nach dem Charakter des Fellmaterials. Felle mit hartem Grannenhaar nehmen die Farbe schwerer an als solche mit Wollhaaren. Bei allen Tauchfärbungen müssen die Felle ständig bewegt werden.
Die Farbreste werden anschließend in der Waschtonne gründlich ausgespült. Als Wasserziehen wird das anschließende Langziehen der Felle bezeichnet, mit dem das überschüssige Wasser entfernt und die Lederseite geglättet wird.

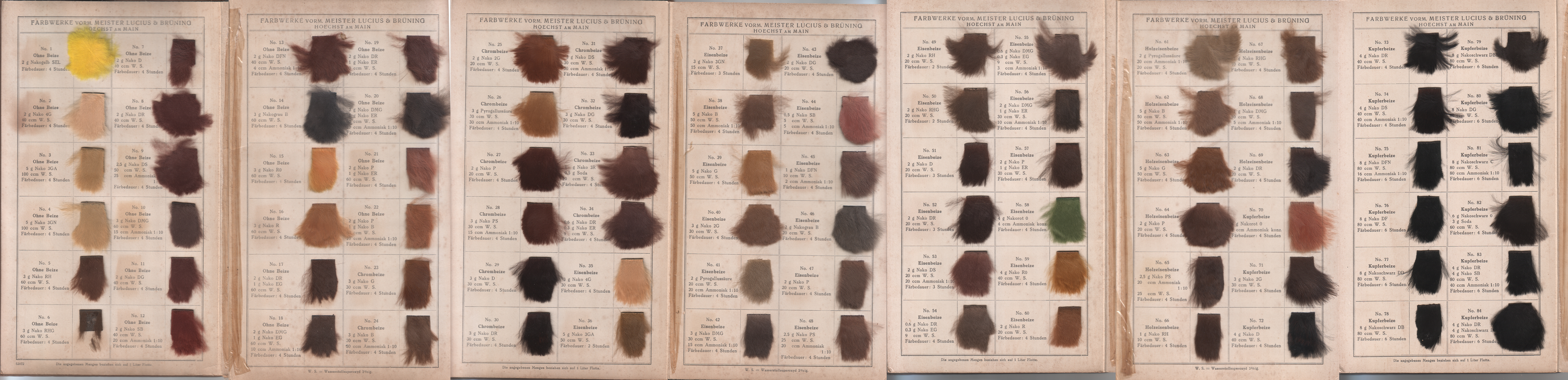
Alte Färbemuster aus Kaninfell der Farbwerke vorm. Meister Lucius & Brüning, Hoechst am Main (spätere Hoechst AG)

#### Decken, Blenden
Beim Decken wird die Farbe im Streichverfahren mit der Bürste aufgetragen. Die Grundfarbe kann dabei auch künstlich im Tunkverfahren erzielt worden sein. Über die Decke kann dann noch eine andersfarbige Spitze gefärbt werden.
Als Blenden wird das nur Nachdunkeln der natürlichen Fellfarbe im Streichverfahren bezeichnet. Hierbei wird nur das Oberhaar angefärbt, was im Ergebnis häufig der natürlichen Haarfärbung ähnelt. Außerdem kommt das Leder nicht mit der Farbe in Berührung, was zum Beispiel bei der Färbung von Sealfellen von Bedeutung ist, bei denen die Lederqualität unter dem Färben im Tauchverfahren verändert wird.

#### Grotzieren

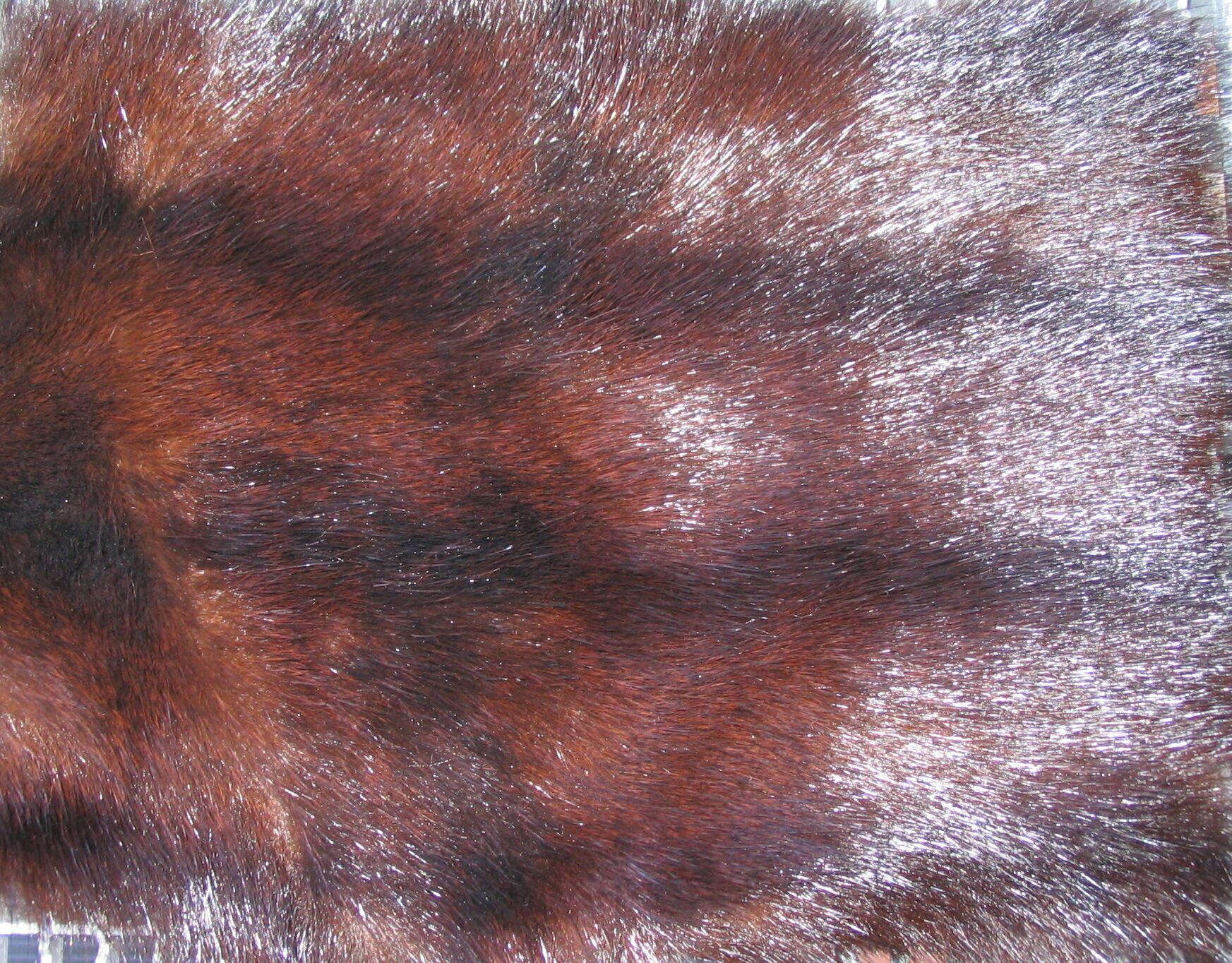
Ausschnitt aus einer mehrfach grotzierten, gefärbten Murmelfelltafel

Als Grotzen bezeichnet der Rauchwarenfachmann die Fellrückenlinie, vom Kopf zum Pumpf (dem Fellhinterteil) verlaufend. Der Grotzen ist bei den meisten Pelztieren dunkler als das übrige Rumpffell. Beim Färben oder Bleichen geht dieser Farbunterschied zumindest teilweise verloren. Durch das Grotzieren, das Auftragen eines konzentrierten Farbauftrags mit der Sprühpistole, eventuell mit Nacharbeiten der Übergänge mit der Bürste, wird der Grotzen erneut betont oder gegenüber der natürlichen Färbung verstärkt, um eine lebhaftere, gefälligere und natürlichere Optik im späteren Pelzteil zu erzielen.
Auch bei der Imitation wertvollerer Fellarten findet das Grotzieren Anwendung. Beispielsweise werden bei entsprechender Mode bereits zu so genannten Bodys zusammengesetzte Felle, wie beispielsweise Murmel, Bisam oder Kanin, braun gefärbt und anschließend mit mehreren Grotzen pro Fell versehen, so dass teilweise täuschend echt das Aussehen schmalstreifiger ausgelassener Nerzkonfektion entsteht. Diese kommt dann als Nerzmurmel, Nerzbisam, Nerzkanin usw. in den Handel.

#### Drucken

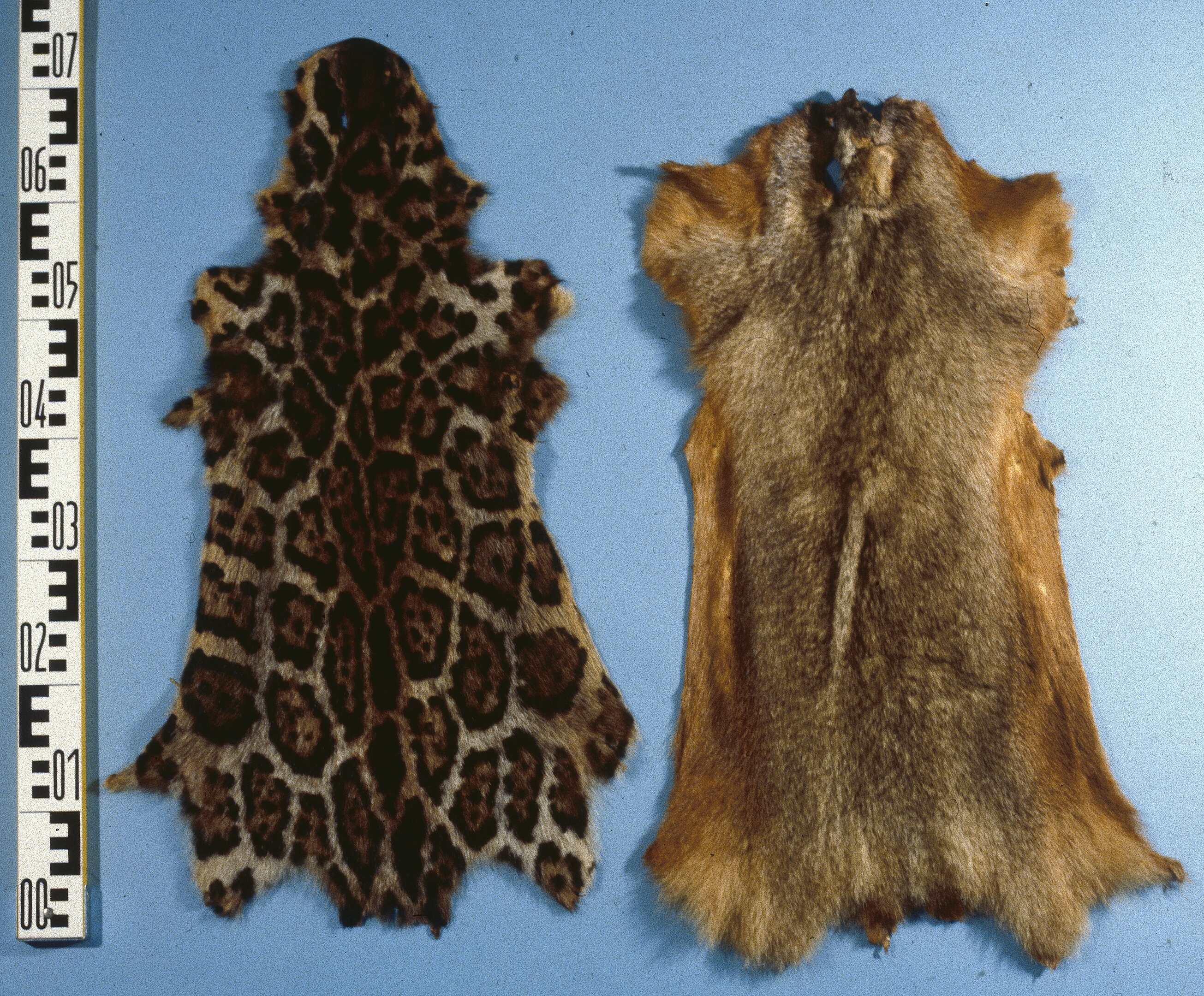
Murmelfelle, links jaguarbedruckt, rechts naturfarben

Durch Bedrucken können in der Musterung interessante Fellarten, wie die gefleckten Katzenarten, nachgeahmt werden. Aber auch jedes andere denkbare Muster ist herstellbar und kann nach den Vorlagen der Designer gefertigt werden. Insbesondere auch für Pelzinnenfutter sind aus der Stoffmode entlehnte Motive beliebt, wie beispielsweise Hahnentrittmuster oder Glencheck. Drucktechniken waren anfangs Platten-, dann Walzendruck und später der Siebdruck. Einfache Muster wie Punkte, Ringe oder Streifen, beispielsweise für Imitationen gefleckter Fellarten, können mit Schablonen (Schablonieren) und mit Druckstöcken auf das Haar aufgetragen werden.
Für den Druck besonders geeignet sind Kalb-, Ross-, Lamm- und Schaffelle sowie Kanin- und Zickelfelle, aber selbst edlere Fellsorten wie Nerz werden mit Druckmustern versehen. Damit der Druck konturenscharf wird, werden die Farbstoffe in verdickter Form aufgebracht.
Die einfachste Technik ist der Schablonendruck mit Zink- oder Eisenblechschablonen, bei der die Farbe aufgespritzt oder mit der Bürste aufgetragen wird.
Bei flachen Fellen kann der Filmdruck angewendet werden, mit dem feinere Konturen erzielt werden können. Die Schablonen bestehen aus einem in einem Rahmen befestigten Nylon- oder Bronzedrahtgewebe. Die Muster werden auf photomechanisch auf das Gewebe gebracht und anschließend mit einem Schablonendruck fixiert. Mit einer Rakel aus Hartgummi oder Holz wird die Farbe durch die aufgelegte Filmdruckschablone auf die Felle gebracht.
Bei dichthaarigem Fell wie Lamm- oder Schaffellen hat sich der Druck mit dem Holzmodel bewährt. Hierbei kann man durch einen intensiven Pressdruck die Farbe bis hinab zur Haarwurzel auftragen, während die anderen Methoden nur mehr oder weniger einen oberflächlichen Aufdruck ergeben. Nach dem Trocknen und Läutern mit Holzmehl werden diese Felle noch einmal leicht überschoren.

### Scheren, Rupfen, Lasern
Bei den verschiedenen Rupftechniken wird nur das härtere Oberhaar entfernt. Das Entfernen der Grannenhaare geschieht heute durch Schwitzen, Rumpeln, Rupfen und Rasieren mit den entsprechenden Maschinen.
Beim Scheren wird je nach Schurhöhe zwischen Hochschur, bei der im Allgemeinen nur die Granne abgeschoren wird, und zwischen Tiefschur in verschiedenen Schurhöhen unterschieden. Rupfen und Scheren können auch kombiniert werden, indem das gerupfte Fell anschließend geschoren wird. Die jeweilige Schurhöhe richtet sich nach der Fellart, der Fellqualität und der Naturfärbung.
Eine Besonderheit besteht bei der Veredlung der Biberfelle. Bei einem Teil der als Grannenbiber veredelten Felle lässt sich erkennen, dass die Unterwolle an den Flanken (Seiten) bläulich ist. Durch eine besondere Tiefschur nach dem Rupfen verstärkt sich dieser Effekt, so dass sich am Schluss der so genannte „Phantombiber“ mit dunkelbraunem Rücken und bläulichgrauen Seiten ergibt.
Mit speziellen Maschinen lassen sich Rillen und Karomuster scheren (Rillenkanin). Scherautomaten, wie sie in der Textilindustrie eingesetzt werden, ermöglichen auch sehr spezielle Musterungen. Bei Fellen, bei denen die Haare in unterschiedlicher Haarhöhe verschieden gefärbt sind, ergeben sich durch Effektschuren interessante reliefartige Farbmuster. Die unterschiedliche Färbung innerhalb eines Haares kommt sowohl natürlich vor, sie kann aber auch mit verschiedenen Färbemethoden vor dem Scheren künstlich erzeugt werden.
Beim Lasern wird das Haar in unterschiedlicher Höhe, stellenweise bis auf den Ledergrund, mit der Laserbearbeitungsmaschine in vorprogrammierten Mustern abgesengt.

## Spitzen
Als Spitzen wird das Einsetzen von hellen Haaren in Silberfuchsimitationen durch andere Fellarten bezeichnet, eine Technik, die insbesondere in den 1910er bis 1930er Jahren, der Zeit um den Ersten Weltkrieg, stark angewendet wurde, als Silberfuchsfelle modebedingt ungewöhnlich hohe Preise erzielten.

## Endbehandlung
Zum Reibecht machen der Farbe werden die Felle beim Feuchtläutern mit nassen Hartholzspänen in der drehenden Läutertonne bewegt. Nach dem Färben fallen die getrockneten Haare nicht optimal locker, sondern haften trotz bester Wäsche durch Adhäsion zusammen. Sie lösen sich erst wieder durch mechanisches Ausreiben und Klopfen. Das geschieht ebenfalls in der Läutertonne mit trockenen Hartholzspänen oder -mehl, dem Gutläutern (eventuell mit leicht flüchtigen Lösungs- und glanzverstärkenden Mitteln versetzt) und dem anschließenden Schütteln in der Schütteltonne sowie einem eventuellen Ausklopfen mit der Klopfmaschine.
Zwischen dem Feucht- und dem Gutläutern müssen noch Arbeitsgänge durchgeführt werden, bei denen die Felle weich und zügig gemacht werden. Dies geschieht entweder durch Handarbeit, vor allem aber maschinell durch Strecken, Stollen, Bakeln und Rumziehen.
Das abschließende Nachbearbeiten, ursprünglich mit dem Kürschnerkamm oder notfalls mit der Drahtbürste, geschieht heute weitgehend maschinell (Raumaschinen, Kratzen, Klopfmaschinen). Diese individuelle, als Putzen bezeichnete Reinigung, entspricht der Endbehandlung der nur zugerichteten Felle. Bestimmte Fell- und Veredlungsarbeiten erfordern zusätzlich ein Straffen und Glänzen des Haars mit der Bügelmaschine.
Das Sortieren und Bündeln der Felle nach Größe und Aussehen findet bei Lohnaufträgen in der Regel beim Auftraggeber statt.

## Veredlung der Lederseite

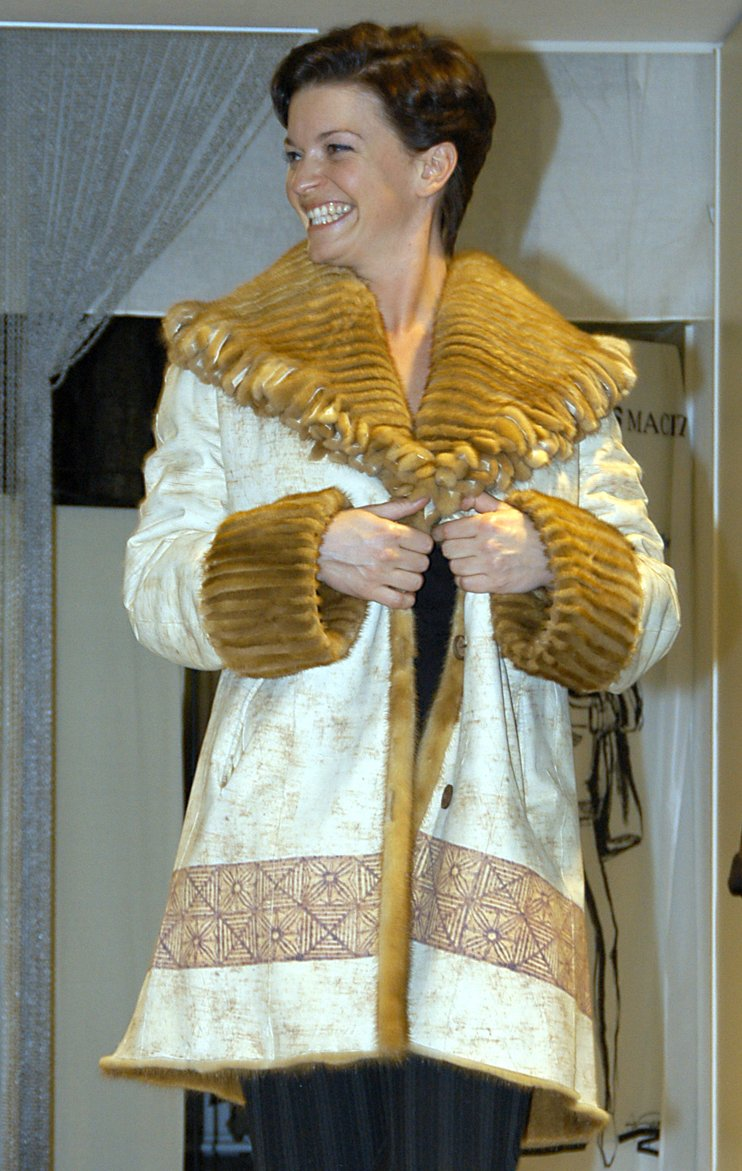
Gebleichte Nerzjacke („Goldnerz“) mit bedruckter Lederseite (Italien, 2004)

### Veloursveredlung
Velourspelze werden durch maschinelles Schleifen der Lederseite hergestellt. Dies unterscheidet sich insofern vom Velours der Lederindustrie, als dort die Haarseite und nicht die sehr viel weniger glatte und damit schwieriger zu bearbeitende Aasseite angeschliffen wird. Mit einem Imprägnieren des Leders kann der Velourspelz bis zu einem gewissen Maß wasserabstoßend gemacht werden.

### Nappaveredlung
Der Nappaveredlung (Nappatieren, Nappalan) geht immer das Veloutieren voraus. Bevorzugt werden hierfür Lammfelle verwendet, aber auch im Wildfellbereich findet sie häufig Anwendung (Nerz, Opossum u. a.). Um gute Trageeigenschaften zu bekommen, sollte das Leder zuvor in die gewünschte Farbe eingefärbt werden. Der Lackauftrag kann dann entweder farblos oder in der gleichen Farbe erfolgen, in der Regel im Sprühverfahren.
Die Nappaveredlung kann in verschiedenen Variationen ausgeführt werden. Beim Reanilin wird das Veloursleder gefärbt, die natürlichen Unregelmäßigkeiten bleiben dabei sichtbar. Außerdem sind alle möglichen Effekte möglich, von glänzend gedeckt bis matt, Mehrfarbeneffekte, Metalleffekte, Folienbeschichtung und Prägung sowie Hochglanzlackzurichtung. Das Wesentliche einer guten Nappazurichtung ist, keinen Kunststoffledereffekt zu erzeugen, außerdem soll der Pelz weich und geschmeidig bleiben.

### Wachsartige Veredlung
Länger noch als in Mitteleuropa wurden Pelzleder in anderen Ländern mit wachsähnlichen Mitteln beschichtet anstelle nappaveredelt. Diese Beschichtungen erreichen jedoch nicht die guten Trageeigenschaften des Nappas.

### Drucken

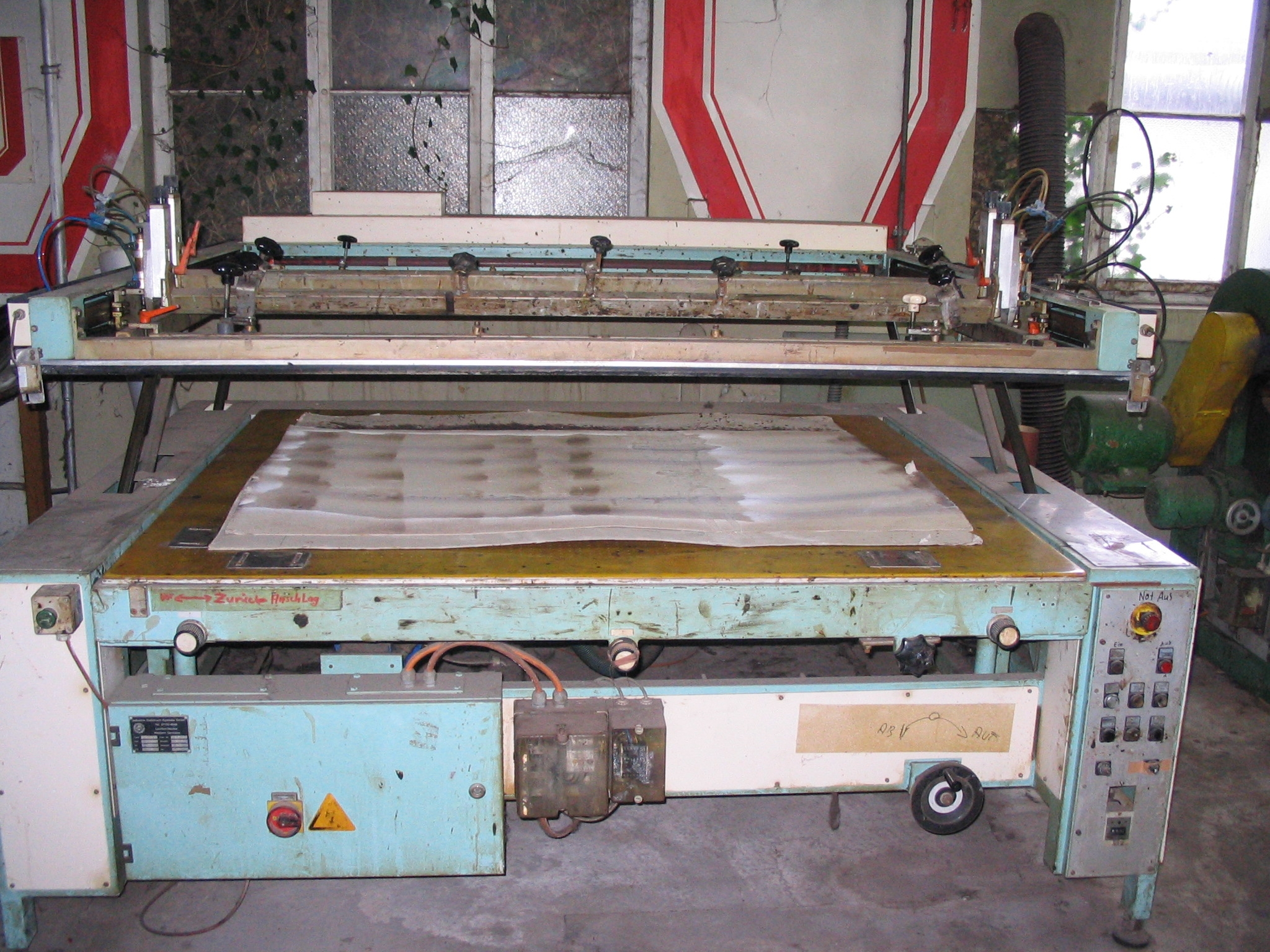
Siebdruckmaschine in der Pelzveredlung (2010)

Im Siebdruckverfahren lassen sich die von Designern entworfenen und von der jeweiligen Mode gewünschten Muster auf Velours- sowie auf Nappapelzen aufbringen. Auch nappaähnliche Beschichtungen mit bedruckten Folien sind gelegentlich im Handel.

## Maschinen in der Rauchwarenveredlung
Neben den bei der → Rauchwarenzurichtung beschriebenen Gerätschaften können in der Rauchwarenveredlung neben anderen folgende Maschinen zum Einsatz kommen:
- Die Waschtonne ähnelt im Bau der Schütteltonne. Sie unterscheidet sich nur dadurch, dass sie bis zu einem Drittel in einem Becken oder Bottich hängt, der mit sauberem Wasser gefüllt werden kann.
- Die Zentrifuge, der Drieselapparat dient in der Rauchwarenfärberei und -zurichterei zum Ausschleudern und Vortrocknen der nassen Felle.
- Scher- und Rupfmaschinen finden in besonderer Vielfalt Verwendung.
  - Die normale Schermaschine für ein einfaches Scheren in einstellbaren Schurhöhen.
  - Die Schrägschermaschine für Biber.
  - Die Rillenschermaschine zur Erzielung von Moiréeffekten.
  - Computergesteuerte Scherautomaten, wie sie auch in der Textilbranche eingesetzt werden, ermöglichen es heute, vielfältige Muster zu erzielen.
  - Laserbearbeitungsmaschinen werden ebenfalls für Effektschuren verwendet (eventuell nicht in den Rauchwarenveredlungsbetrieben selbst?).
  - Die Epiliermaschine, auch Maschiniermaschine genannt, bildet eine Besonderheit. Eine auf- und abgehende Schervorrichtung schneidet nur die durch eine Kämmwalze vorspringenden Grannenhaare ab (Sealkanin, Biberettekanin).
- In den Schwitzkasten werden die Felle vor dem Rumpeln bei erhöhter Temperatur eingehängt.
  - Am Rumpeleisen werden die Felle nach dem Schwitzen entgrannt (gerumpelt).
  - Die Rumpelmaschine entfernt die Grannen maschinell, ebenso kann sie zum Entfernen der Restgrannen nach dem Rumpeln mit der Hand eingerichtet werden. Die dann noch überstehenden Grannen beseitigt der Rasierer mit der Hand.
- Mit der Sealstreichmaschine wird die Farbe mit drehenden Bürsten mechanisch auf die Felle aufgetragen.
- Aufraumaschinen gibt es insbesondere zum Entlocken von Schaf-, Lamm- und ähnlichen Fellen, aber auch solche zum Durchkämmen von beispielsweise Kaninfellen.
- Mit der Pelzbügelmaschine werden Glanzeffekte durch Strecken des Haars und Glätten der Haaroberfläche bei Schaffellen, Lammfellen, gerupften oder geschorenen Nutria und anderen erzielt.
- Die Lockenprägepresse dient zum Locken oder Ondulieren ansonsten glatthaariger Felle.
- Mit Schmirgelpapier versehene Schleifräder geben dem Fell auf der Aasseite eine veloursartige Beschaffenheit.[14][16]

Geräte des Pelzveredlers im Jahr 1914
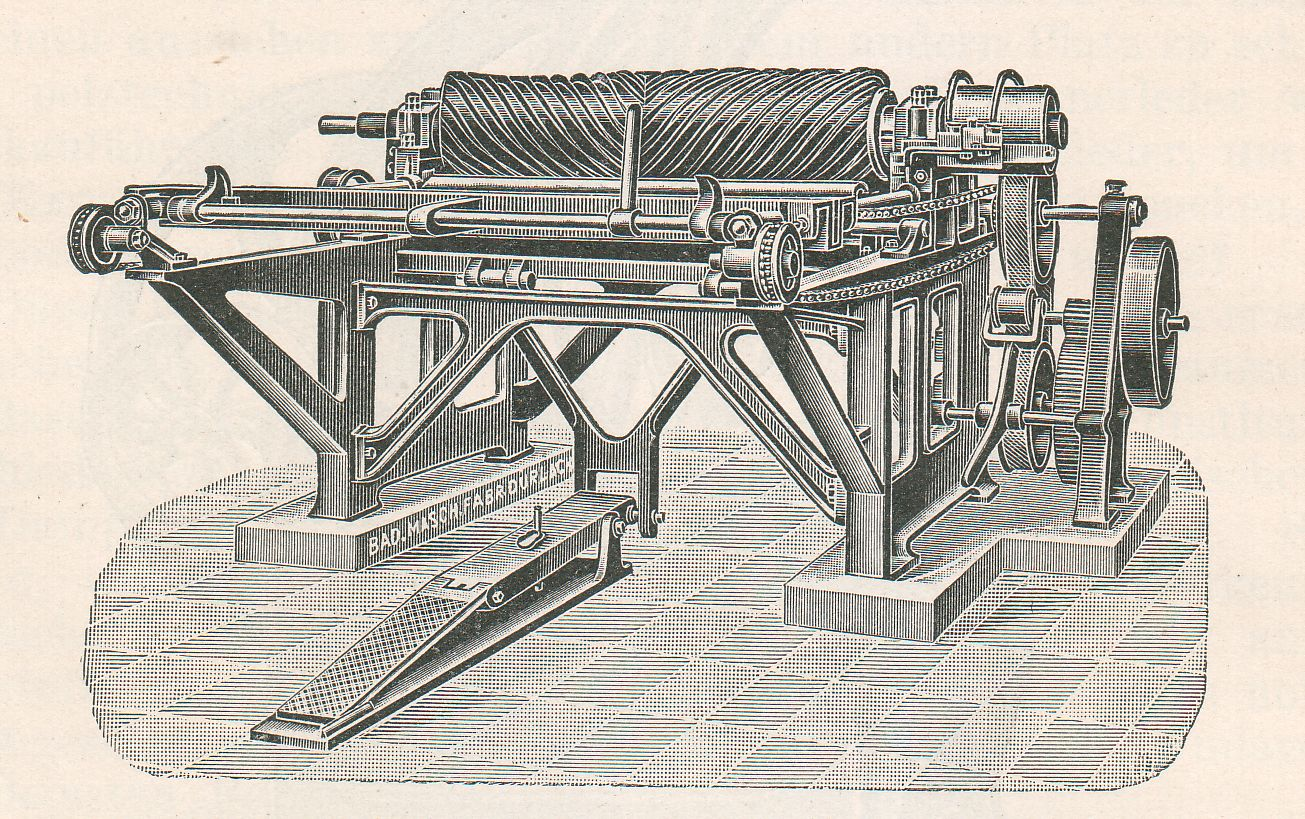
„Maschine zum Abfräsen der Fleischschichten“
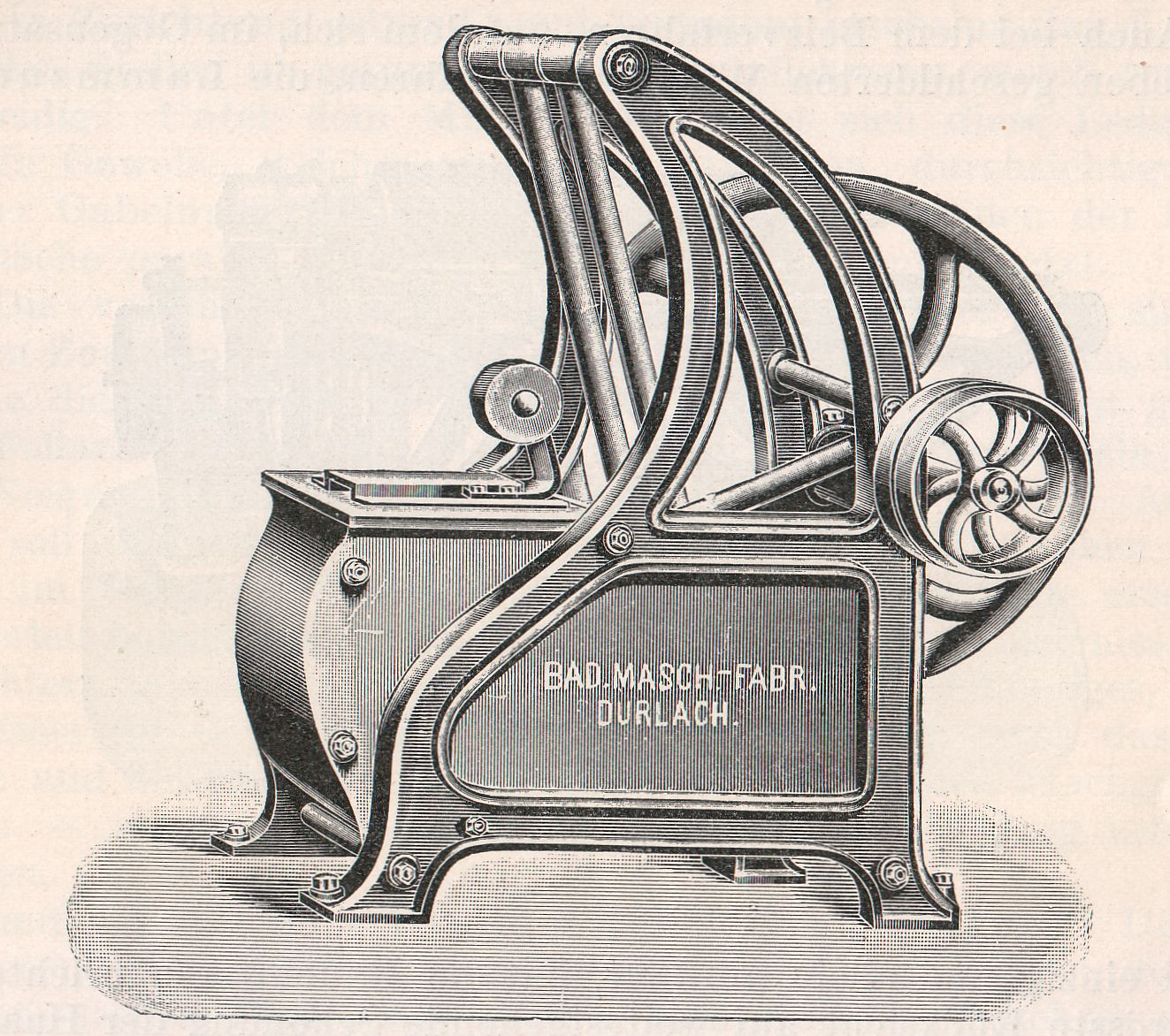
„Maschine zum Walken geschmierter Rauchwaren“
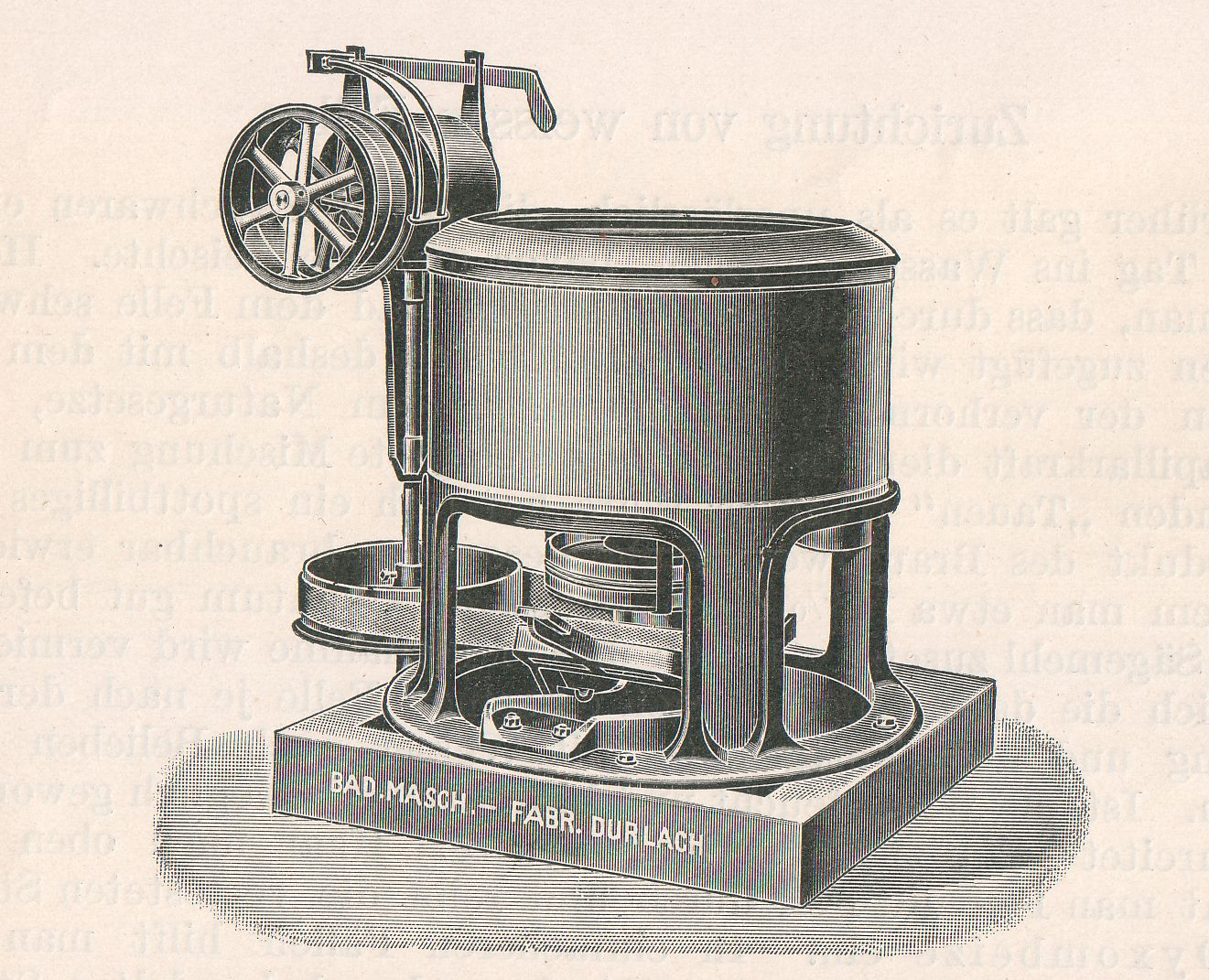
„Maschine zum Trockenschleudern nasser Rauchwaren“
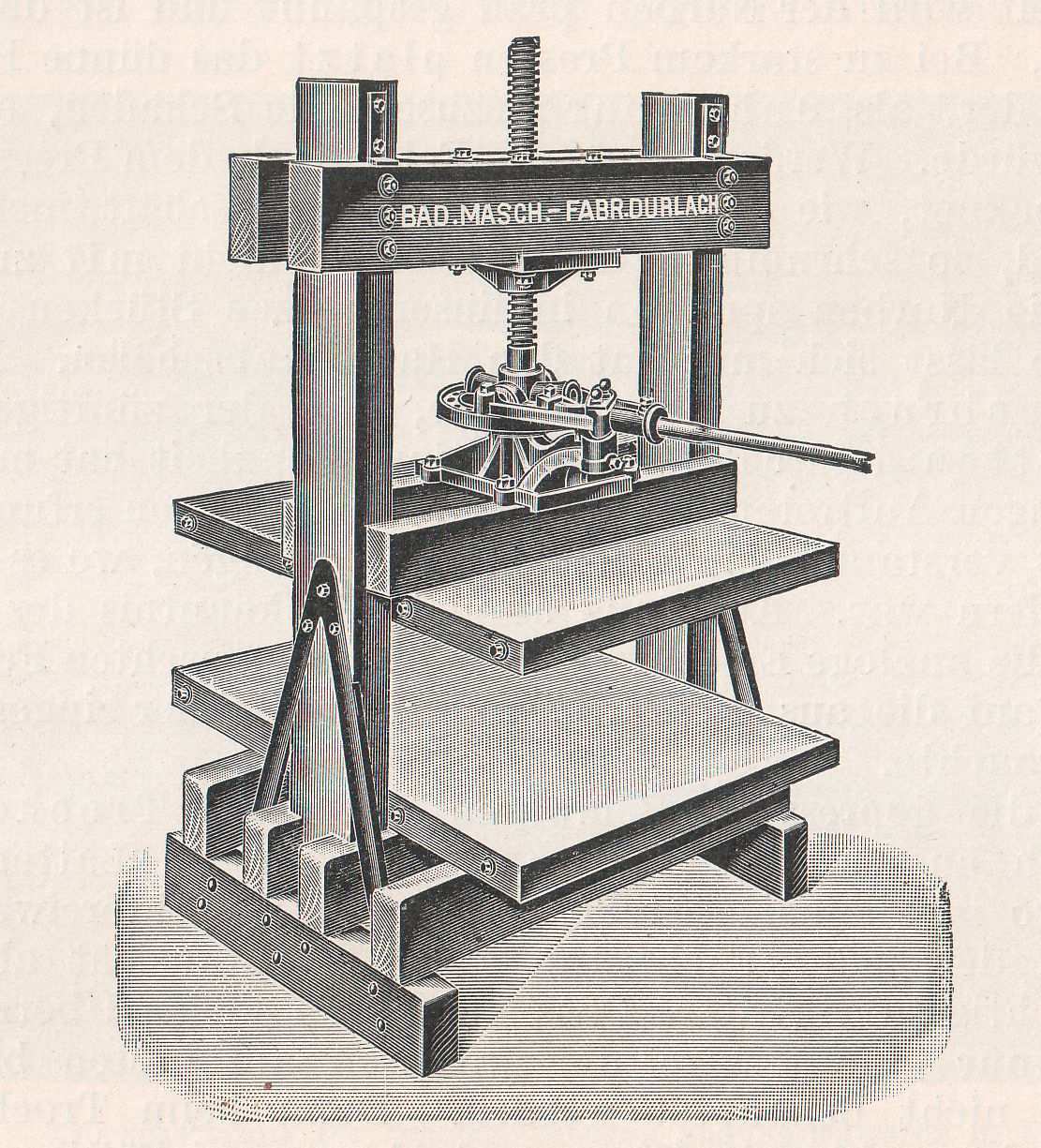
„Fellpresse für Handbetrieb“
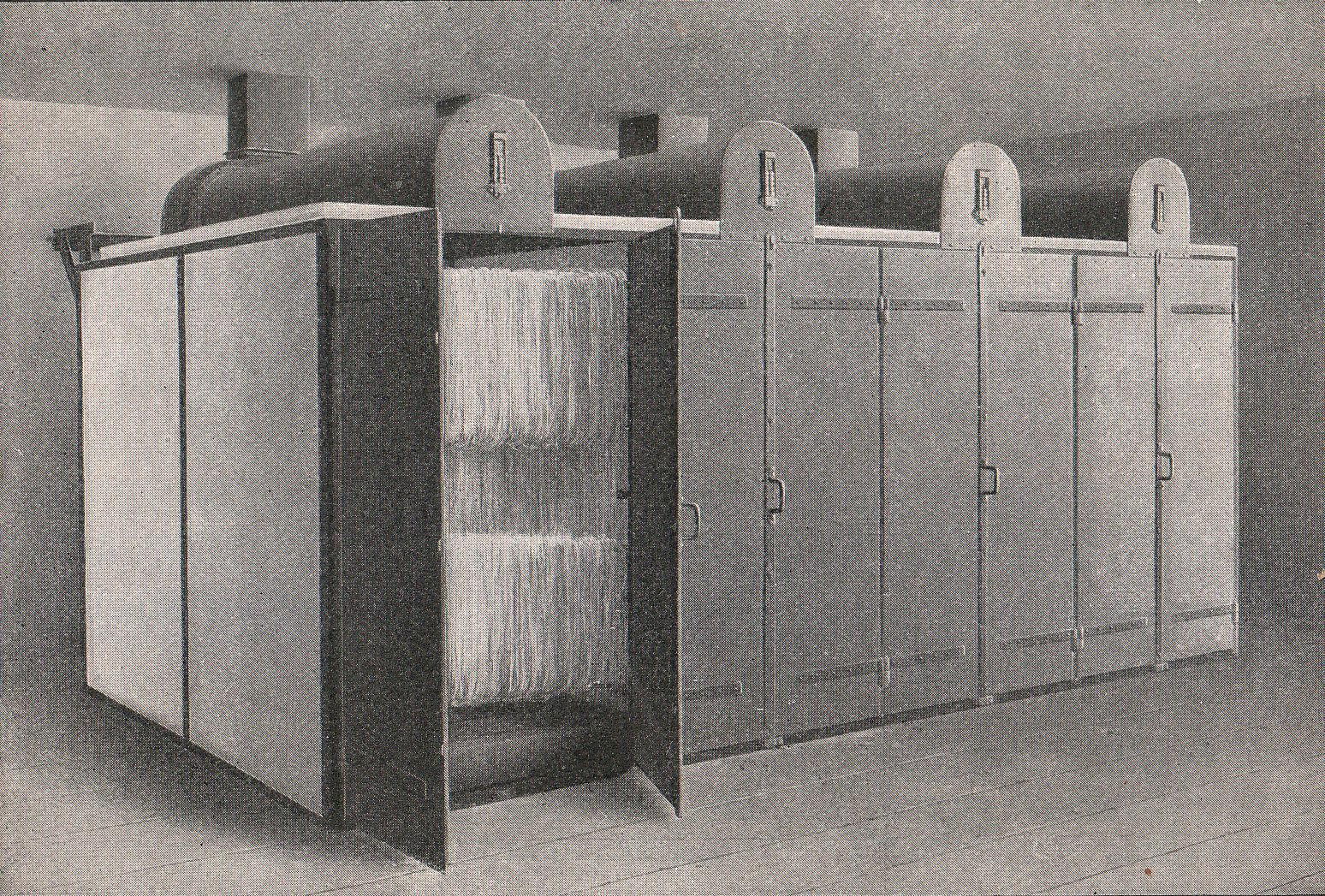
„Trockenschrank für beliebige Mengen von Rauchwaren in Fabrikation“

## Zeittafel

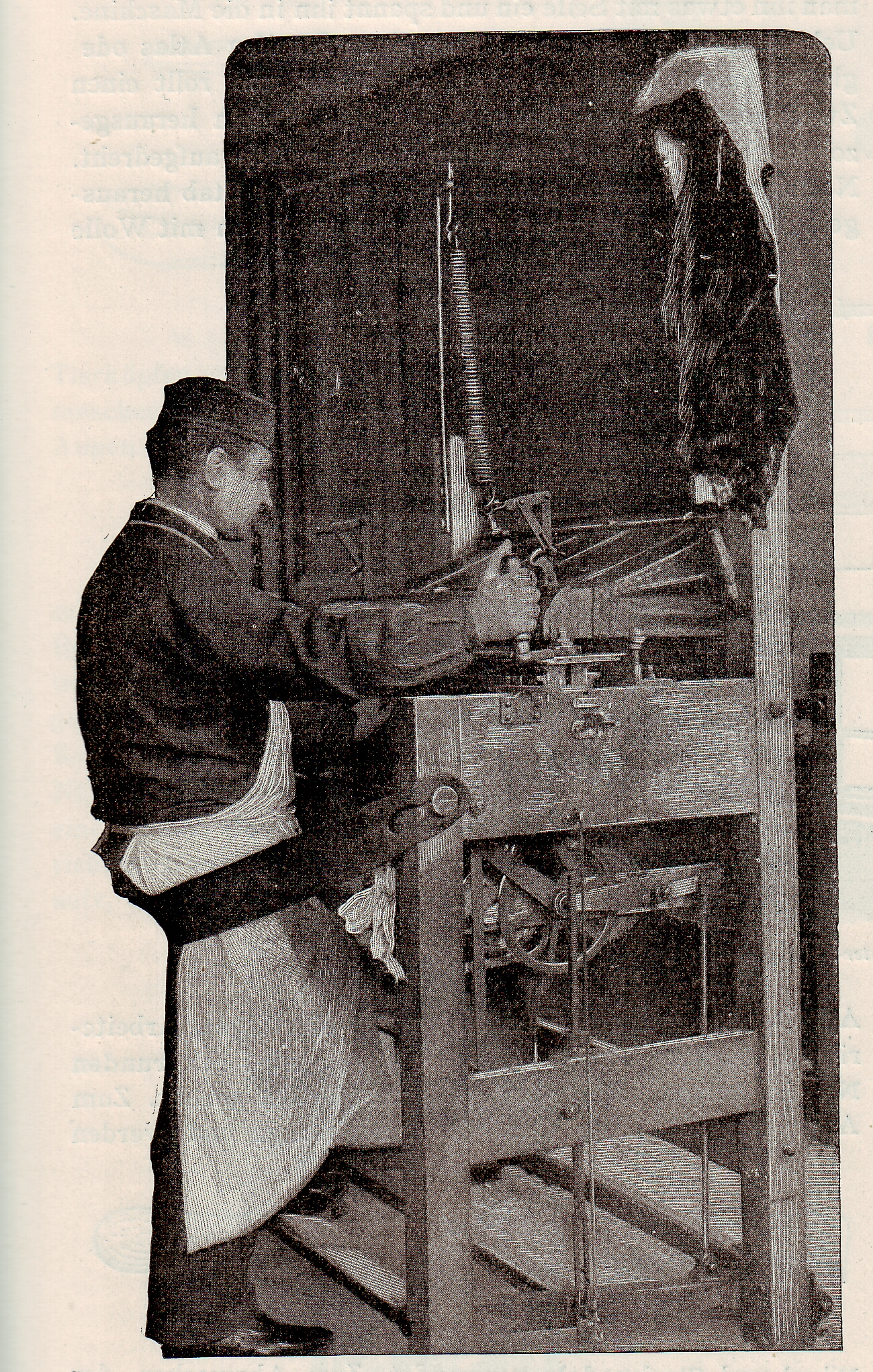
„Maschine zum Entfernen der Wasserhaare aus Seehunden, Ottern, Bibern, Kanin usw.“ (ca. 1902)

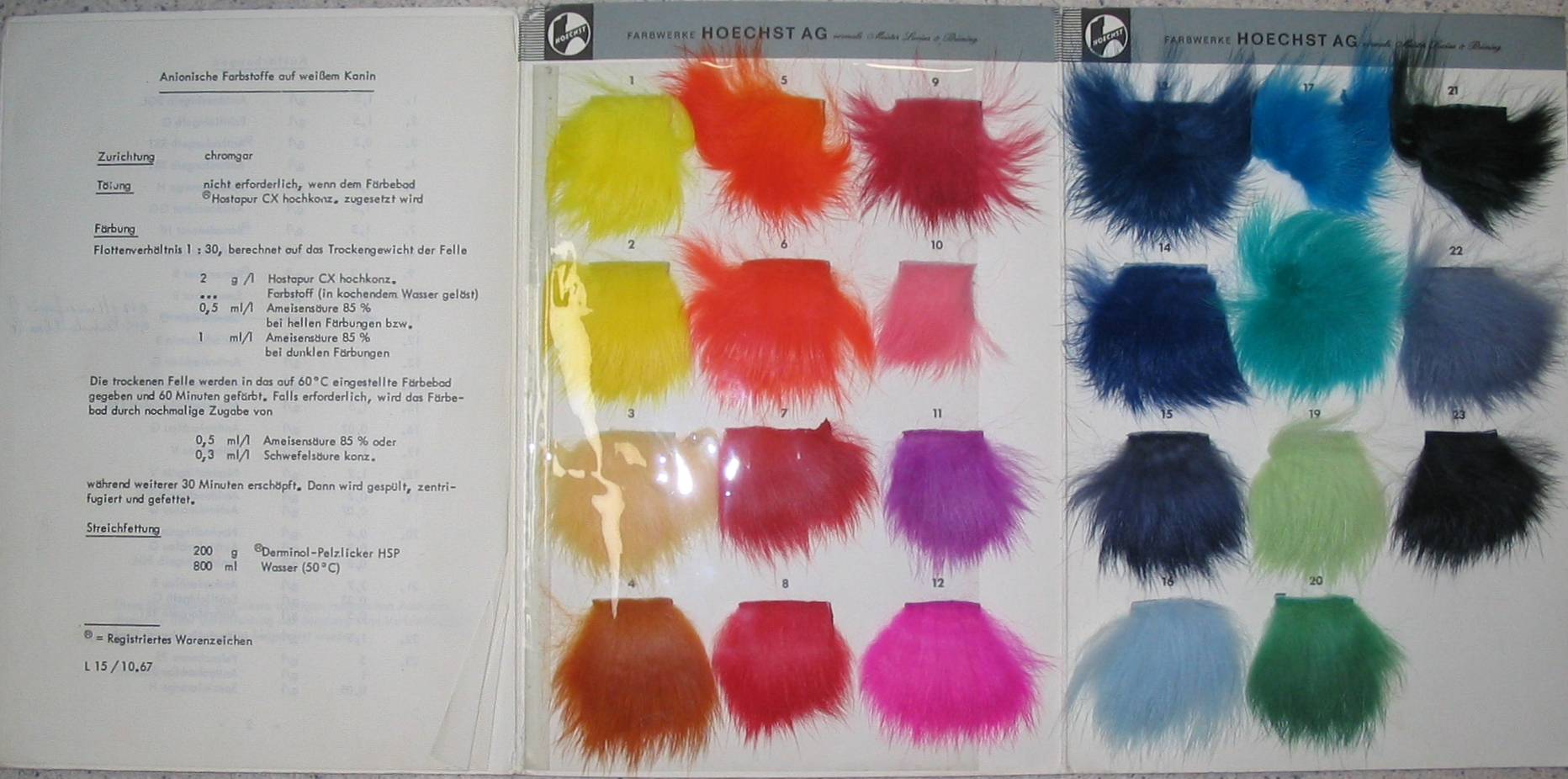
Modefarben durch anionische Farbstoffe auf weißem Kanin der Farbwerke Hoechst

Eine Liste der Anfangspatente der Pelzfärberei (26. Oktober 1888 bis 27. September 1922) findet sich in: Walter Pense: Rauchwaren. Springer-Verlag, Wien 1955.
- 12. Jahrhundert

„...Übrigens verdient hier noch angemerkt zu werden, daß man wenigstens schon im zwölften Jahrhundert Rauchwerk zu färben verstanden hat. Es scheint, man habe es meistens roth gefärbt; man findet pelles rubricates arietum, also roth gefärbte Schaffelle; aber DU CANGE meint erweisen zu können, daß auch Marter und Hermelin roth gefärbt worden. Vom Hermelin will ich dieß glauben, aber schwerlich möchte diese Färberey bey den dunklen Martern und Zobeln möglich seyn. Der heil. BERNHARD im zwölften Jahrhundert sagt, solche roth gefärbte Pelze wären gulae genant worden, welches Wort mit Hermin engoldé in den alten Dichtern, für roth gefärbte Hermeline, einerley zu sein scheint...“

- 1713 wurde im Leipziger Adressbuch der Zobelfärber Anton Erstenberger erwähnt, wohnhaft in der Ritterstraße.  Während im Jahr 1849 angeblich noch kein spezieller Pelzzurichter in Leipzig existierte, waren es jedoch bereits dreißig Jahre später 66 unabhängige Zurichter und 13 Pelzfärber in Weissenfels, Rötha, Schkeuditz und diversen anderen Orten in der Nähe Leipzig.[24]
- 1765 beschrieb De la Lande die erste Kombinationsgerbung, die alaungare Häute mit einer Eichenrindenbrühe nachgerbte. Das Verfahren stammte aus Dänemark. In diese Zeit fallen auch die ersten Eisengerbversuche von Bautsch, Johnson und Ashton (1770 bis 1794), die aber zu keinem brauchbaren Ergebnis führten.[25]
- 1796 gelang es dem Engländer Thomas Chapmann Sealfelle zu entgrannen, eine Technik, die in China bereits lange bekannt war.[26]
- 1830 gelang in Paris erstmals die Schwarzfärbung der schwierig zu färbenden Sealfelle.[27] 1870 in Deutschland fortentwickelt, war sie immer noch sehr umständlich und mit mehr als 20 Aufstrichen der Deckfarbe sehr aufwändig.
- In den 1870er Jahren soll es angeblich dem Leipziger Markthelfer Mandel bei Versuchen erstmals gelungen sein, Persianerfelle mit Holzfarbstoffen glänzend tiefschwarz zu veredeln.[28] 1900. wird als Datum für die Einführung in der Rauchwarenveredlung genannt.[29] Franke datiert das erstmalige Schwarzfärben von Lammfellen auf „etwa 1850, bald auch auf weiße sibirische Hasen“.[23]
- 1881 gelang in Markranstädt das Braunfärben (Firma H. Steinbeck). Das Rezept hatte ein Mitarbeiter von seiner vorherigen Arbeitsstelle in London mitgebracht.[23]

Die Maschine zum Entfernen des Grannenhaares, anfangs von Sealfellen, wird von den aus Wien nach Amerika emigrierten Brüdern Gustave und Ferdinand F. Cimietti zum Patent angemeldet.
- 1888 machte die Rauchwarenfärberei einen entscheidenden Fortschritt, als der deutsche Chemiker H. Erdmann sich das Patent für waschechte Entwicklungsfarbstoffe eintragen ließ. Die zunächst für die menschliche Haarfärbung und das Färben von Federn gedachte Erfindung schuf die Grundlage für die später selbstverständliche Oxydationsfärberei von Pelzwerk.[1]
- 1890 Erfindung der Oxydationsfarben (Deutschland).[23]
- 1894 brachte die Aktiengesellschaft für Anilinfarben die ersten drei auf dieser Basis aufgebauten Farbstoffe unter der Bezeichnung Ursole in den Handel. Die anfänglichen Probleme durch mangelnde Farbbeständigkeit und Abfärben wurden später durch die Einführung der Metallbeize behoben.[1] Um 1910 setzte die Ursolfärberei sich dann in der Rauchwarenfärberei durch (Anilinschwarz 1902 für Seal in England, 1905 für Kanin in Deutschland, 1908 für Bisam in den USA).[31][29]
- 1900 wird die Schermaschine in Frankreich für Kanin eingesetzt (N. Cimciotti).[29]
- 1905 wurde in Markranstädt die Jeute'sche Dünnschneidemaschine eingeführt. Die Arbeiterschaft fürchtete um ihren Broterwerb und war sich einig, dass niemand an dem „Eisernen Gesellen“ arbeiten wollte. Daher holte man Arbeitswillige aus Leipzig und führte sie unter polizeilichem Schutz zu den Fabriken. Der Sekretär des Fabrikarbeiterverbandes Max Rost, die Funktionäre Harnisch und Chemnitz sowie einige andere wurden danach wegen Landfriedensbruch mit drei bis fünf Jahren Zuchthaus bestraft. - Die von dem Pariser Unternehmen Tanner & Cie gebaute, patentgeschützte Maschine war von der Firma Jeute gegen eine monatliche Gebühr von zehn Mark gemietet worden. 1915 meldete die Firma Theodor Thorer ein neues Patent für eine verbesserte Maschine an. Als straff organisierte Organisation setzten die Zurichter Tarifverträge durch. 1911 kam es dann noch einmal zu einem Streik, doch seitdem wurden die Maschinen als unentbehrliches Hilfsmittel der Zurichterei akzeptiert.[23]
- 1908 Bleichverfahren auf Hermelinfell (Deutschland).[23]
- 1920 werden in den USA von der Firma Alexander erstmals Lincolnlammfelle tiefgeschoren und erhalten dadurch ein moiriertes, breitschwanzähnliches Aussehen (Handelsbezeichnungen Buenolamm, Amerikanischer Breitschwanz).[29]
- 1921-1925, das Bleichen mit Eisenbeize (Austin; USA).[29] Um 1923 gelang es durch eine Strichblende die braunschwarze Fellzwischendecke amerikanischer Opossums mehr oder weniger aufzuhellen, womit die Fellart für vier Jahre zum wichtigsten Besatzartikel aufstieg (Veredlungsbezeichnungen: Baummarder-, Steinmarder-, Blaufuchsopossum; Veredlungsfirmen: Bringezu in Schkeuditz, Kunath in Leipzig). Mitte der 1930er Jahre löste das Silberfuchsopossum die Bleichnuancen ab.[8] Nachdem es gelungen war, Felle zu bleichen, ohne das Haar übermäßig zu schädigen, konnten auch dunkle Felle auf Pastellfarben gefärbt werden.
- 1922 Färben mit Küpenfarbstoffen (Deutschland).[23]
- 1923 werden in Deutschland die ersten Bleiabziehfarben eingesetzt (Deutschland).[29]
- 1930 Einführung synthetischer Waschmittel anstelle von Seifen. Damit entfällt die auch für die Pelzzurichtereien wichtige, weil kostensparende Nähe zu „richtigen“, weil weichen Wassern. Weiches Wasser verbürgte bis dahin einen leichteren, billigeren und besseren Arbeitsablauf gegenüber einem Betriebswasser mit Härtegraden (Kalk, Magnesia) oder Gehalten an Eisen, Mangan, aggressiver Kohlensäure usw. Heute ist das Angebot an anionaktiven, kationaktiven und nichtionischen Waschmitteln, Netzmitteln, Emulgatoren, Fettungsmitteln, Präparationsmitteln sowie Komplexbildnern (z. B. Polyphosphate) usw. so umfassend, dass auch mit Brunnenwasser höherer Härtegrade (z. B. 20° dH und mehr) gute Veredlungsergebnisse entstehen.[10]
- 1930 Kochfärbungen (Colara-Prozess) (Deutschland).[29]
- 1930 Indischlamm wird auf dem Pelzmarkt bekannt. Die primären Veredlungsleistungen erbrachten die Firmen Märkle in Taucha bei Leipzig und Lohse in Naunhof. Es gelang ihnen, die im Naturcharakter sehr unterschiedlichen Felle möglichst einheitlich zu färben. Insbesondere Grauweiß in der Art des Naturpersianers und braune Nuancen, nach 1945 auch Ombréfarben, machten das Indischlamm und ähnliche Lammfellsorten zu einem Massenartikel der Pelzbranche in der Zeit.[8]
- 1930 Dr. Müller entwickelte eine Bügelmaschine mit Streckeffekten, die durch entsprechende Lüsterflüssigkeiten begleitete werden (Leipzig).[32]
- 1932 Verwendung von Formaldehyd für Biberlamm (Firma Pannonia, Ungarn).[29]
- 1932 Anwendung von Eisenbeize für gebleichte Bisam (England; 1934 für kanadische Feh in den USA).[29]
- 1933 Erfindung der Ursatine, echtfarbiger Entwicklungsfarbstoffe für Lammfelle (I. G. Farben, Deutschland).[8]
- 1933 Amerikanisches Opossum wird auf Silberfuchs veredelt. Zur Herstellung wird eine Reservierungsmethode mit Hilfe von geschmolzenen Wachs-Paraffin-Mischungen benutzt.
- 1935 Scheren von Biber; „federleicht“. (USA).[29]

1935 Schattierte Pelze, später als Degradé-Farben bezeichnet, werden als Weiterentwicklung der „beliebten Schattierungsfarben“ vorgestellt. Die Felle werden so abgetönt, dass sie im oberen Bereich heller gehalten sind, bei einem sanften und allmählichen Farbübergang (Deutschland).
- 1937 brachte die Chemische Fabrik Stockhausen in Krefeld das erste vollelektrolytbeständige Fettungsmittel auf den Markt. Dadurch konnten mehrere Veredlungsoperationen in einem Arbeitsgang zusammengefasst werden.[8]
- 1938 Hydraulische Fellpresse (Deutschland).[23]
- 1946/1948 entwickelten australische Wollforscher ein Verfahren der Abdunklung des Haars unter Verwendung von Ferrosalzen, das erstmals durch italienische Veredler bei Nutriafellen zum Einsatz kam. Die in der Rauchwarenbranche übliche Bezeichnung dafür ist „Reinforcing“.[34]
- 1949 Satineffekt auf Kanin (Großbritannien).[29]
- 1950 Bleichverfahren für weiße Nerze (Großbritannien).[29]
- 1950 Bleichverfahren und Pastellfarben für Persianer (Deutschland).[29]
- 1953 Bleichverfahren und Färben für Biber (USA).[29]
- 1953 Weißbleichverfahren für Bisam und Feh (England).[29]
- 1954 Einsatz der Rotationsdruckmaschine (Deutschland).[23]
- 1954 Trommeltrockner (Deutschland).[23]
- 1955 Reservierungsverfahren für Gotlandlamm, maschinelle Entfettung von Schaffellen (deutsches Material, schwedische Entwicklung).[29][23]
- 1955 Spritzmaschine zum Auftragen der Deckfarben (Deutschland).[23]
- 1957 Verbesserung der Naturfarbe bei Bibern (Italien).[29]
- 1957 Schmiermaschine (Deutschland).[23]
- 1957 Reinforce-Verfahren auf Biberfell (Italien).[23]
- 1957 (1959?) „Nicht-Bleich“-Behandlung für Persianer (England).[29][23]
- 1960 Rollkardenmaschine (Aufraumaschine) (Deutschland).[23]
- 1961 Nerzreckmaschine (Deutschland).[23]
- 1962 Walzenreckmaschine (Deutschland).[23]
- 1962 Bitonfärbungen in Ombré-Ausführung auf naturschwarzen Persianern; Tritonfärbungen auf Persianer (Deutschland). Durch Pigmentwandel wird bei eigentlich naturschwarzen Edellammfellen der Lockenbuckel hell- oder andersfarbig, wodurch sich interessante Doppelfarbeffekte ergeben.[29]
- 1963 Phantasiefärbungen auf naturgrauen Persianern (nach einem besonderen Egalisierungsverfahren) (Deutschland).[29] Deckfarben auf Lammfelle nach besonderem Echtheitsverfahren (Deutschland).[23]
- 1963 Persianer- und Breitschwanzschur auf Lincolnlamm (Deutschland).[29]
- 1963 Färben nach dem Kaltverweil-Verfahren (Deutschland).[23]
- 1967 Braunfärbungen auf Schecken ohne Bleiche (Deutschland).[23]
- 1967 Nerzumwendemaschine (Deutschland).[23]
- 1968 Wittmaschine (Deutschland).[23]
- 1969 Gegenstrom-Waschanlage (Deutschland).[23]
- 1970 Shadow-Färbung (Deutschland).[23]
- 1971 Polychrome-Färbung im Einbad-Verfahren (Deutschland).[23]
- 1973 wurde zur Zeit der Frankfurter Pelzmesse der Internationale Veredlerverband der Pelzveredler gegründet.[35]
- 2015 wurde in der Zusammenarbeit eines deutschen „Luxusmachers“ mit der Lehr- und Entwicklungswerkstatt einer dänischen Pelz-Auktionsgesellschaft ein einzelnes Nerzfell dauerhaft mit 24-karätigem Gold beschichtet und anschließend in einer Pelzjacke mitverarbeitet.[36] Bereits 1925 waren vergoldete Biber- und Nutriafelle gezeigt worden, in der Branche, wohl spöttisch, als „Goldenes Vlies“, bezeichnet: „Ihr Schicksal war denn auch, lediglich als Kuriosum in den Schaufenstern gezeigt zu werden“.[37]

### Pelzzurichtungs- und Pelzveredlungszentrum Leipzig
- Betriebe in Leipzig[23]
  - 1875: 10 Zurichtereien mit 259 Arbeitnehmern
  - 1882: 66 Zurichtereien mit 710 Arbeitnehmern
  - 1875: 4 Färbereien mit 40 Arbeitnehmern
  - 1882: 13 Färbereien mit 169 Arbeitnehmern
  - 1894 bestanden allein in Leipzig 28 Veredlungsbetriebe mit 1644 Beschäftigten.
- 1887 wurden im Raum Leipzig 4.9000.000 Felle zugerichtet, der Veredlerlohn betrug 749.000 Mark. Der Wert der Rohfelle betrug etwa 9.220.000 Mark. 1.850.000 Felle wurden in diesem Jahr schwarz gefärbt – vor allem Lämmer verschiedener Art – deren Zurichtungs- und Färbelohn 480.000 Mark betrug.[23]
- 1896–1928 (ausklappbare Tabellen):

| Zwischen 1896 und 1928 im Leipziger Raum entstandene Betriebe und die Zahl der Mitarbeiter | Zwischen 1896 und 1928 im Leipziger Raum entstandene Betriebe und die Zahl der Mitarbeiter | Zwischen 1896 und 1928 im Leipziger Raum entstandene Betriebe und die Zahl der Mitarbeiter | Zwischen 1896 und 1928 im Leipziger Raum entstandene Betriebe und die Zahl der Mitarbeiter | Zwischen 1896 und 1928 im Leipziger Raum entstandene Betriebe und die Zahl der Mitarbeiter | Zwischen 1896 und 1928 im Leipziger Raum entstandene Betriebe und die Zahl der Mitarbeiter | Zwischen 1896 und 1928 im Leipziger Raum entstandene Betriebe und die Zahl der Mitarbeiter |
| Im Jahr                                                                                    | Betriebe insgesamt                                                                         | davon Handwerks- betriebe                                                                  | Kraftbetriebe                                                                              | technisch beschäftigte Personen insgesamt                                                  | davon männlich                                                                             | davon weiblich                                                                             |
| ------------------------------------------------------------------------------------------ | ------------------------------------------------------------------------------------------ | ------------------------------------------------------------------------------------------ | ------------------------------------------------------------------------------------------ | ------------------------------------------------------------------------------------------ | ------------------------------------------------------------------------------------------ | ------------------------------------------------------------------------------------------ |
| 1896                                                                                       | 68                                                                                         | 7                                                                                          | 61                                                                                         | Bis zum Jahr 1964 war die Zahl der beschäftigten Personen nicht meldepflichtig             | Bis zum Jahr 1964 war die Zahl der beschäftigten Personen nicht meldepflichtig             | Bis zum Jahr 1964 war die Zahl der beschäftigten Personen nicht meldepflichtig             |
| 1897                                                                                       | 74                                                                                         | 8                                                                                          | 66                                                                                         | Bis zum Jahr 1964 war die Zahl der beschäftigten Personen nicht meldepflichtig             | Bis zum Jahr 1964 war die Zahl der beschäftigten Personen nicht meldepflichtig             | Bis zum Jahr 1964 war die Zahl der beschäftigten Personen nicht meldepflichtig             |
| 1898                                                                                       | 74                                                                                         | 9                                                                                          | 65                                                                                         | Bis zum Jahr 1964 war die Zahl der beschäftigten Personen nicht meldepflichtig             | Bis zum Jahr 1964 war die Zahl der beschäftigten Personen nicht meldepflichtig             | Bis zum Jahr 1964 war die Zahl der beschäftigten Personen nicht meldepflichtig             |
| 1899                                                                                       | 71                                                                                         | 9                                                                                          | 62                                                                                         | Bis zum Jahr 1964 war die Zahl der beschäftigten Personen nicht meldepflichtig             | Bis zum Jahr 1964 war die Zahl der beschäftigten Personen nicht meldepflichtig             | Bis zum Jahr 1964 war die Zahl der beschäftigten Personen nicht meldepflichtig             |
| 1900                                                                                       | 76                                                                                         | 9                                                                                          | 67                                                                                         | Bis zum Jahr 1964 war die Zahl der beschäftigten Personen nicht meldepflichtig             | Bis zum Jahr 1964 war die Zahl der beschäftigten Personen nicht meldepflichtig             | Bis zum Jahr 1964 war die Zahl der beschäftigten Personen nicht meldepflichtig             |
| 1901                                                                                       | 78                                                                                         | 8                                                                                          | 70                                                                                         | Bis zum Jahr 1964 war die Zahl der beschäftigten Personen nicht meldepflichtig             | Bis zum Jahr 1964 war die Zahl der beschäftigten Personen nicht meldepflichtig             | Bis zum Jahr 1964 war die Zahl der beschäftigten Personen nicht meldepflichtig             |
| 1902                                                                                       | 81                                                                                         | 8                                                                                          | 73                                                                                         | Bis zum Jahr 1964 war die Zahl der beschäftigten Personen nicht meldepflichtig             | Bis zum Jahr 1964 war die Zahl der beschäftigten Personen nicht meldepflichtig             | Bis zum Jahr 1964 war die Zahl der beschäftigten Personen nicht meldepflichtig             |
| 1903                                                                                       | 84                                                                                         | 7                                                                                          | 77                                                                                         | Bis zum Jahr 1964 war die Zahl der beschäftigten Personen nicht meldepflichtig             | Bis zum Jahr 1964 war die Zahl der beschäftigten Personen nicht meldepflichtig             | Bis zum Jahr 1964 war die Zahl der beschäftigten Personen nicht meldepflichtig             |
| 1904                                                                                       | 90                                                                                         | 7                                                                                          | 83                                                                                         | Bis zum Jahr 1964 war die Zahl der beschäftigten Personen nicht meldepflichtig             | Bis zum Jahr 1964 war die Zahl der beschäftigten Personen nicht meldepflichtig             | Bis zum Jahr 1964 war die Zahl der beschäftigten Personen nicht meldepflichtig             |
| 1905                                                                                       | 106                                                                                        | 7                                                                                          | 99                                                                                         | 3552                                                                                       | Bis 1913 wurde keine Trennung der beschäftigten Personen bei der Meldung vorgenommen       | Bis 1913 wurde keine Trennung der beschäftigten Personen bei der Meldung vorgenommen       |
| 1906                                                                                       | 114                                                                                        | 7                                                                                          | 107                                                                                        | 3657                                                                                       | Bis 1913 wurde keine Trennung der beschäftigten Personen bei der Meldung vorgenommen       | Bis 1913 wurde keine Trennung der beschäftigten Personen bei der Meldung vorgenommen       |
| 1907                                                                                       | 124                                                                                        | 7                                                                                          | 117                                                                                        | 3434                                                                                       | Bis 1913 wurde keine Trennung der beschäftigten Personen bei der Meldung vorgenommen       | Bis 1913 wurde keine Trennung der beschäftigten Personen bei der Meldung vorgenommen       |
| 1908                                                                                       | 124                                                                                        | 6                                                                                          | 118                                                                                        | 3435                                                                                       | Bis 1913 wurde keine Trennung der beschäftigten Personen bei der Meldung vorgenommen       | Bis 1913 wurde keine Trennung der beschäftigten Personen bei der Meldung vorgenommen       |
| 1909                                                                                       | 124                                                                                        | 7                                                                                          | 117                                                                                        | 4037                                                                                       | Bis 1913 wurde keine Trennung der beschäftigten Personen bei der Meldung vorgenommen       | Bis 1913 wurde keine Trennung der beschäftigten Personen bei der Meldung vorgenommen       |
| 1910                                                                                       | 138                                                                                        | 8                                                                                          | 130                                                                                        | 4090                                                                                       | Bis 1913 wurde keine Trennung der beschäftigten Personen bei der Meldung vorgenommen       | Bis 1913 wurde keine Trennung der beschäftigten Personen bei der Meldung vorgenommen       |
| 1911                                                                                       | 150                                                                                        | 9                                                                                          | 141                                                                                        | 3910                                                                                       | Bis 1913 wurde keine Trennung der beschäftigten Personen bei der Meldung vorgenommen       | Bis 1913 wurde keine Trennung der beschäftigten Personen bei der Meldung vorgenommen       |
| 1912                                                                                       | 154                                                                                        | 7                                                                                          | 147                                                                                        | 4188                                                                                       | Bis 1913 wurde keine Trennung der beschäftigten Personen bei der Meldung vorgenommen       | Bis 1913 wurde keine Trennung der beschäftigten Personen bei der Meldung vorgenommen       |
| 1913                                                                                       | 167                                                                                        | 7                                                                                          | 160                                                                                        | 4142                                                                                       | Bis 1913 wurde keine Trennung der beschäftigten Personen bei der Meldung vorgenommen       | Bis 1913 wurde keine Trennung der beschäftigten Personen bei der Meldung vorgenommen       |
| 1914                                                                                       | 163                                                                                        | 4                                                                                          | 159                                                                                        | 4259                                                                                       | 2941                                                                                       | 1318                                                                                       |
| 1915                                                                                       | 151                                                                                        | 3                                                                                          | 158                                                                                        | 2982                                                                                       | 1842                                                                                       | 1140                                                                                       |
| 1916                                                                                       | 147                                                                                        | 1                                                                                          | 146                                                                                        | 2772                                                                                       | 1458                                                                                       | 1314                                                                                       |
| 1917                                                                                       | 147                                                                                        | 1                                                                                          | 146                                                                                        | 2998                                                                                       | 1487                                                                                       | 1511                                                                                       |
| 1918                                                                                       | 146                                                                                        | 1                                                                                          | 145                                                                                        | 2848                                                                                       | 1401                                                                                       | 1447                                                                                       |
| 1919                                                                                       | 170                                                                                        | 3                                                                                          | 167                                                                                        | 3426                                                                                       | 1781                                                                                       | 1645                                                                                       |
| 1920                                                                                       | 175                                                                                        | 3                                                                                          | 172                                                                                        | 4901                                                                                       | 2487                                                                                       | 2414                                                                                       |
| 1921                                                                                       | 208                                                                                        | 3                                                                                          | 205                                                                                        | 5687                                                                                       | 3013                                                                                       | 2674                                                                                       |
| 1922                                                                                       | 247                                                                                        | 3                                                                                          | 244                                                                                        | 8243                                                                                       | 3921                                                                                       | 4322                                                                                       |
| 1923                                                                                       | 269                                                                                        | 3                                                                                          | 266                                                                                        | 7855                                                                                       | 4089                                                                                       | 3766                                                                                       |
| 1924                                                                                       | 277                                                                                        | 3                                                                                          | 274                                                                                        | 6746                                                                                       | 3732                                                                                       | 3014                                                                                       |
| 1925                                                                                       | 280                                                                                        | 3                                                                                          | 277                                                                                        | 7041                                                                                       | 3877                                                                                       | 3164                                                                                       |
| 1926                                                                                       | 266                                                                                        | 3                                                                                          | 266                                                                                        | 5437                                                                                       | 3160                                                                                       | 2277                                                                                       |
| 1927                                                                                       | 254                                                                                        | 3                                                                                          | 251                                                                                        | 7898                                                                                       | 3949                                                                                       | 3949                                                                                       |
| 1928                                                                                       | 251                                                                                        | 3                                                                                          | 248                                                                                        | 8244                                                                                       | 4170                                                                                       | 4074                                                                                       |

| Preisverzeichnis des Verbandes vereinigter Rauchwaren-Zurichterei- und Färberei-Besitzer Deutschlands aus dem Jahr 1902                                                                               | Preisverzeichnis des Verbandes vereinigter Rauchwaren-Zurichterei- und Färberei-Besitzer Deutschlands aus dem Jahr 1902 | Preisverzeichnis des Verbandes vereinigter Rauchwaren-Zurichterei- und Färberei-Besitzer Deutschlands aus dem Jahr 1902 | Preisverzeichnis des Verbandes vereinigter Rauchwaren-Zurichterei- und Färberei-Besitzer Deutschlands aus dem Jahr 1902 | Preisverzeichnis des Verbandes vereinigter Rauchwaren-Zurichterei- und Färberei-Besitzer Deutschlands aus dem Jahr 1902 | Preisverzeichnis des Verbandes vereinigter Rauchwaren-Zurichterei- und Färberei-Besitzer Deutschlands aus dem Jahr 1902 | Preisverzeichnis des Verbandes vereinigter Rauchwaren-Zurichterei- und Färberei-Besitzer Deutschlands aus dem Jahr 1902 | Preisverzeichnis des Verbandes vereinigter Rauchwaren-Zurichterei- und Färberei-Besitzer Deutschlands aus dem Jahr 1902 | Preisverzeichnis des Verbandes vereinigter Rauchwaren-Zurichterei- und Färberei-Besitzer Deutschlands aus dem Jahr 1902 | Preisverzeichnis des Verbandes vereinigter Rauchwaren-Zurichterei- und Färberei-Besitzer Deutschlands aus dem Jahr 1902 | Preisverzeichnis des Verbandes vereinigter Rauchwaren-Zurichterei- und Färberei-Besitzer Deutschlands aus dem Jahr 1902 | Preisverzeichnis des Verbandes vereinigter Rauchwaren-Zurichterei- und Färberei-Besitzer Deutschlands aus dem Jahr 1902 | Preisverzeichnis des Verbandes vereinigter Rauchwaren-Zurichterei- und Färberei-Besitzer Deutschlands aus dem Jahr 1902 | Preisverzeichnis des Verbandes vereinigter Rauchwaren-Zurichterei- und Färberei-Besitzer Deutschlands aus dem Jahr 1902 |
| 1. Für Zurichtung | 1. Für Zurichtung | 1. Für Zurichtung | 1. Für Zurichtung | 1. Für Zurichtung | 1. Für Zurichtung | 1. Für Zurichtung | 1. Für Zurichtung | 1. Für Zurichtung | 1. Für Zurichtung | 1. Für Zurichtung | 1. Für Zurichtung | 1. Für Zurichtung | 1. Für Zurichtung |
| Fellart | Pfennige | Fellart | Pfennige | Fellart | Pfennige | Fellart | Pfennige | Fellart | Pfennige | Fellart | Pfennige | Fellart | Pfennige |
| --- | --- | --- | --- | --- | --- | --- | --- | --- | --- | --- | --- | --- | --- |
| a) Wildware | | Klipschiefer | 20 | Grebes, große | 15 | Luchse | 100 | Seeotter | 1000 | Haid-schnucken | 100 | Siebenbürger mit Streichen 3–4                                                                                          | 55 |
| Affen | 50 | läutern | 4 | Guanaco | 100 | russische | 125 | Milch- | 300 | mit Streichen | 80–100 | mit Streichen 5 | 65 |
| Angorakatzen | 30 | nass | 10 | Hasen, zurichten | 15 | -Wammen | 60 | Skunks | 20 | Haide-Schmaschen | 16 | Spanische Schmaschen | 18 |
| Bären, kleine | 300 | Dammhirsche | 300 | läutern | 3 | Rücken | 45 | Tiger | 1000 | Holländer Schmaschen | 20 | Triester | 20 |
| m.-große | 400 | Eisbären, große | 1500 | Hermelin | 12 | Marder m. Schweifen | | Vielfraß | 100 | Lammfelle | 25 | Tiroler | 100 |
| große | 800 | kleine | 1000 | Hunde, sibirische | 75 | Baum-, Stein u. japan.                                                                                                  | 25 | Wallabys, kleine | 30 | Isländer Schmaschen | 20 | mit Streichen | 150 |
| Biber, kleine | 65 | Fehrückenfutter, reinigen                                                                                               | 50 | deutsche nach Übereinkunft                                                                                              | | große | 50 | Wasserschwein | 30 | Lammfelle | 25 | Ukrainer | 30 |
| m.-große | 85 | Fehwammenfutter, rein.                                                                                                  | 50 | Iltis, virginische | 90 | Maulwürfe | 12 | Wenuks [?] | 20 | Schaffelle | 100 | | |
| große | 100 | Fohlen, kleine | 100 | Land- | 20 | Moschusochsen | 700 | Wölfe, russische | 200 | Krimmer | 30 | | |
| läutern, kleine | 10 | große | 200 | auffrischen | 6 | Murmel | 15 | amerikanische kleine | 100 | auffrischen | 15 | | |
| m.-große | 15 | Füchse, Land- | 30 | Irbis | 400 | Tarbaganer | 18 | amerikanische große | 150 | Latschatzo[?] | 25 | | |
| große | 15 | Kitt- | 30 | Känguruh, kleine | 50 | Nativekatzen | 15 | Wombat | 50 | Messineser | 20 | | |
| und auffrischen | | russische | 40 | mittel | 75 | Nerze | 20 | Zebra | 1000 | Moldauer wie Siebenbürger                                                                                               | | | |
| kleine | 15 | virginische | 40 | große | 100 | auffrischen | 10 | Ziegen, deutsche | 100 | Pelzfelle | 40 | | |
| große | 20 | jap. Land- | 35 | Känguruhratten | 15 | Schweife | 6 | Angora- | 300 | mit Streichen, große | 75 | | |
| Bisam | 14 | Gries- | 30 | Kanin | 18 | japanische (Wiesel) | 12 | Zobel, amerikanische | 30 | mittelgroße | 65 | | |
| Bisam, Kitten | 11 | See- | 35 | Silber- | 20 | Nutria, zuricht., enthaar.                                                                                              | 50 | russische | 50 | kleine | 55 | | |
| schwarze | 15 | Weiß- | 45 | Katzen | 16 | Otter, Land-, virgin.                                                                                                   | 100 | Sonstige Felle nach Übereinkunft                                                                                        | | Persianer | 25 | | |
| russische | 15 | Steppen- | 50 | russische | 18 | Milch- | 40 | | | graue | 30 | | |
| -Futter reinigen | 50 | Blau- | 100 | Wild- | 40 | Opossum, austral-, amerik.                                                                                              | 15 | b) Schaffelle | | ausstoßen | 18 | | |
| -Rücken | 10 | Kreuz- | 100 | italienische Wild- | 40 | Viktoria, Tasmanisch | 15 | Breitschwänze | 20 | Römer | 30 | | |
| Wammen | 8 | Silber- | 150 | Genette- | 18 | Schweife | 3 | Basken ohne Streichen                                                                                                   | 35 | Salzfelle | 20 | | |
| Bischicky [= Pijiki (?)] | 75 | Schwarten- | 25 | Civeth- | 15 | Ozelots | 60 | mit Streichen | 50 | mit Streichen | 35 | | |
| Berwitzky [Perwitzky = Tigeriltis] | 15 | roh läutern, umwenden                                                                                                   | 15 | Luchs- | 75 | Panther | 500 | Banater wie Basken | | Sardinier | 20 | | |
| Büffel, große | 1000 | roh läut., wenden u. abst.                                                                                              | 20 | Tiger- | 60 | Puma | 500 | Bocharen | 20 | mit Streichen | 35 | | |
| kleine | 400 | Fuchsrücken, Land- | 8 | Panther- | 60 | Reiher | 60–100 | Buenos-Aires kl. Schmaschen                                                                                             | 15 | Schiras | 20 | | |
| Buschkatzen | 60 | Amerik. Nordische | 10 | -Felle läutern | 5 | Rehe | 75 | mittlere Schmaschen | 20 | Schotten Schmaschen | 15 | | |
| Capseehunde | 250–600 | Wammen | 25 | Futter | 50 | Renntiere | 250 | Lammfelle | 25 | Lammfelle | 25 | | |
| Chinchillas, echte | 30 | Füchse, rohe Weiß-, läut.                                                                                               | 10 | Felle nacharbeiten | 10 | Ringtails | 15 | Calabreser | 20 | Schwarze Schmaschen | 15 | | |
| Bastard | 25 | läutern u. reinigen | 20 | Kofferseehunde, klein                                                                                                   | 60 | Rothirsche | 400 | mit Streichen | 35 | Schweizer Schaffelle | 100 | | |
| Colinsky | 15 | Gänse, incl. Rupfen | 100 | mittel | 100 | Schakale | 50 | Corsikaner ohne Streichen                                                                                               | 20 | mit Streichen | 150 | | |
| Cormoran | 25–40 | Gazellen | 60 | große | 150 | Schickeritz Schikara | 18 | mit Streichen | 35 | Siebenbürger ohne Streichen                                                                                             | 40–50 | | |
| Dachse, deutsche | 75 | Gemsen | 100 | Lama | 400 | Schuppen, große | 30 | Deckenfelle mit Streichen                                                                                               | 80–100 | mit Streichen | 20–30 mehr | | |
| amerikanische | 75 | Grebes, kleine | 8 | Leoparden | 500 | kleine | 25 | Englische Schmaschen | 18 | gebeizt ohne Streichen                                                                                                  | 30–35 | Vorstehende Preise per Stück netto Kasse                                                                                | Vorstehende Preise per Stück netto Kasse                                                                                |
| japanische | 80 | mittelgroße | 12 | Löwen, je nach Größe | 600–1500 | -Schweife | 4 | Lammfelle | 25 | mit Streichen 1–2 | 40 | Vorstehende Preise per Stück netto Kasse                                                                                | Vorstehende Preise per Stück netto Kasse                                                                                |
| 2. Für Färben | | | | | | | | | | | | | |
| Fellart | Pfennige | Fellart | Pfennige | Fellart | Pfennige | Fellart | Pfennige | Fellart | Pfennige | Fellart | Pfennige | Fellart | Pfennige |
| a) Wildware Affen, schwarz | 30 | Hasen, scheeren u. chinchillaartig                                                                                      | 50–55 | Luchse, schwarz | 300–350 | Opossum, skunksfarbig                                                                                                   | 40 | Wölfe, schwarz, kleine                                                                                                  | 200 | Treibel, Schiraz | 60 | Rohe Salzfelle, Schiraz                                                                                                 | 60 |
| Bären, schwarz | 300–1000 | Silber | 45–50 | Luchsrücken, schwarz | 150–175 | iltis-farbig | 40 | schwarz, große | 300 | Ukrainer | 70 | Ukrainer | 70 |
| Füchse, Land | 125 | Hunde, schwarz nach Übereinkunft                                                                                        | 30–150 | Murmel, schwarz | 30 | marder-farbig | 50 | Ziegen | 100 | Persianer | 70 | Persianer | 70 |
| virginische | 250 | Känguruh, schwarz, klein                                                                                                | 30 | Opossum, australische, schwarz                                                                                          | 30 | zobelfarbig | 50 | Decken | 200 | braune und Schecken | 75 | Schecken | 75 |
| See- | 80 | mittel und groß | 70 | Opossum, australische, große, rauche, schwarz                                                                           | 35 | Schuppen | 90 | | | braune Köpfe | 33 | Kidkreuze, echte | 150 |
| japanische Land- | 200 | Kanin, schwarz | 30 | australische scheeren u. biberfarbig                                                                                    | 45 | kleine | 60 | b) Schafware | | weiße Köpfe | 36 | Taluppen[ungefütterte Pelzschlafröcke, in der Regel aus Schaffell], echte Moiré                                         | 500 |
| russische nach Übereinkunft | 125–250 | Katzen, schwarz, Haus-                                                                                                  | 60 | australische scheeren u. nutriafarbig                                                                                   | 45 | Skunks, schwarz, iltis- und marderfarbig                                                                                | 40 | Treibel, echte moiré | 23 | American | 45–60 | braune | 750 |
| Fuchsschweife, schwarz | 10 | Wild- | 100–150 | australische scheeren und sealfarbig                                                                                    | 50 | Suslickisäcke, schwarz                                                                                                  | 160 | echte | 25 | Rohe Breitschwänze | 50 | weiße und Schecken | 1000 |
| Hasen, schwarz, Partieware | 25 | Kofferseehunde, schwarz, klein                                                                                          | 70 | australische, tasmanische, gefärbt                                                                                      | 50 | Wallaby Swamp, kleine schwarz                                                                                           | 35 | Schecken daraus | 30 | Rohe Salzfelle | 40–50 | | |
| schwarz, Köpfe [=Qualitätsbezeichnung] | 28 | schwarz, groß | 120 | amerikanische, schwarz                                                                                                  | 30–35 | Busch- | 45 | Kaljak [Goljak?] | 25 | braune | 55 | | |
| Alle übrigen Fellarten sowie Seal- und Modefarben nach Übereinkunft. Vorstehende Preise verstehen sich per Stück netto gegen Wechsel per 3 Monate oder gegen Kasse innerhalb 30 Tagen mit 3 % Skonto. | | | | | | | | | | | | | |

| Gezahlte Tariflöhne für Pelzzurichter 1914, 1925 und 1929 (Nominallöhne und Reallöhne)                                  | Gezahlte Tariflöhne für Pelzzurichter 1914, 1925 und 1929 (Nominallöhne und Reallöhne) | Gezahlte Tariflöhne für Pelzzurichter 1914, 1925 und 1929 (Nominallöhne und Reallöhne) | Gezahlte Tariflöhne für Pelzzurichter 1914, 1925 und 1929 (Nominallöhne und Reallöhne) | Gezahlte Tariflöhne für Pelzzurichter 1914, 1925 und 1929 (Nominallöhne und Reallöhne) | Gezahlte Tariflöhne für Pelzzurichter 1914, 1925 und 1929 (Nominallöhne und Reallöhne) | Gezahlte Tariflöhne für Pelzzurichter 1914, 1925 und 1929 (Nominallöhne und Reallöhne) | Gezahlte Tariflöhne für Pelzzurichter 1914, 1925 und 1929 (Nominallöhne und Reallöhne) | Gezahlte Tariflöhne für Pelzzurichter 1914, 1925 und 1929 (Nominallöhne und Reallöhne) | Gezahlte Tariflöhne für Pelzzurichter 1914, 1925 und 1929 (Nominallöhne und Reallöhne) | Gezahlte Tariflöhne für Pelzzurichter 1914, 1925 und 1929 (Nominallöhne und Reallöhne) | Gezahlte Tariflöhne für Pelzzurichter 1914, 1925 und 1929 (Nominallöhne und Reallöhne) | Gezahlte Tariflöhne für Pelzzurichter 1914, 1925 und 1929 (Nominallöhne und Reallöhne) | Gezahlte Tariflöhne für Pelzzurichter 1914, 1925 und 1929 (Nominallöhne und Reallöhne) | Gezahlte Tariflöhne für Pelzzurichter 1914, 1925 und 1929 (Nominallöhne und Reallöhne) | Gezahlte Tariflöhne für Pelzzurichter 1914, 1925 und 1929 (Nominallöhne und Reallöhne) | Gezahlte Tariflöhne für Pelzzurichter 1914, 1925 und 1929 (Nominallöhne und Reallöhne) | Gezahlte Tariflöhne für Pelzzurichter 1914, 1925 und 1929 (Nominallöhne und Reallöhne) | Gezahlte Tariflöhne für Pelzzurichter 1914, 1925 und 1929 (Nominallöhne und Reallöhne) |
| Laut Tarifvertrag vom                                                                                                   | Für gelernte Arbeiter                                                                  | Für gelernte Arbeiter                                                                  | Für gelernte Arbeiter                                                                  | Für gelernte Arbeiter                                                                  | Für gelernte Arbeiter                                                                  | Für gelernte Arbeiter                                                                  | Für ungelernte männliche Arbeiter über 24 Jahre                                        | Für ungelernte männliche Arbeiter über 24 Jahre                                        | Für ungelernte männliche Arbeiter über 24 Jahre                                        | Für ungelernte männliche Arbeiter über 24 Jahre                                        | Für ungelernte männliche Arbeiter über 24 Jahre                                        | Für ungelernte männliche Arbeiter über 24 Jahre                                        | Für ungelernte weibliche Arbeiter über 24 Jahre                                        | Für ungelernte weibliche Arbeiter über 24 Jahre                                        | Für ungelernte weibliche Arbeiter über 24 Jahre                                        | Für ungelernte weibliche Arbeiter über 24 Jahre                                        | Für ungelernte weibliche Arbeiter über 24 Jahre                                        | Für ungelernte weibliche Arbeiter über 24 Jahre                                        |
| --- | -------------------------------------------------------------------------------------- | -------------------------------------------------------------------------------------- | -------------------------------------------------------------------------------------- | -------------------------------------------------------------------------------------- | -------------------------------------------------------------------------------------- | -------------------------------------------------------------------------------------- | -------------------------------------------------------------------------------------- | -------------------------------------------------------------------------------------- | -------------------------------------------------------------------------------------- | -------------------------------------------------------------------------------------- | -------------------------------------------------------------------------------------- | -------------------------------------------------------------------------------------- | -------------------------------------------------------------------------------------- | -------------------------------------------------------------------------------------- | -------------------------------------------------------------------------------------- | -------------------------------------------------------------------------------------- | -------------------------------------------------------------------------------------- | -------------------------------------------------------------------------------------- |
| Laut Tarifvertrag vom                                                                                                   | Wochenstunden                                                                          | Stundenlohn                                                                            | Nominallohn Woche                                                                      | Index *)                                                                               | Reallohn Woche                                                                         | in % v. Friedenslohn                                                                   | Wochenstunden                                                                          | Stundenlohn                                                                            | Nominallohn Woche                                                                      | Index *)                                                                               | Reallohn Woche                                                                         | in % v. Friedenslohn                                                                   | Wochenlohn                                                                             | Stundenlohn                                                                            | Nominallohn Woche                                                                      | Index *)                                                                               | Reallohn Woche                                                                         | in % v. Friedenslohn                                                                   |
| Laut Tarifvertrag vom                                                                                                   |                                                                                        | Pfg.                                                                                   | Mark u. RM.                                                                            |                                                                                        | Mark u. RM.                                                                            |                                                                                        |                                                                                        | Pfg.                                                                                   | Mark u. RM.                                                                            |                                                                                        | Mark u. RM.                                                                            |                                                                                        |                                                                                        | Pfg.                                                                                   | Mark u. RM.                                                                            |                                                                                        | Mark u. RM.                                                                            |                                                                                        |
| Januar 1914 | 48                                                                                     | 75                                                                                     | 36,00                                                                                  | 100,0                                                                                  | 36,00                                                                                  | 100,0                                                                                  | 56                                                                                     | 48                                                                                     | 26,88                                                                                  | 100,0                                                                                  | 26,88                                                                                  | 100,0                                                                                  | 56                                                                                     | 28                                                                                     | 15,64                                                                                  | 100,0                                                                                  | 15,64                                                                                  | 100,0                                                                                  |
| April 1925 | 46                                                                                     | 79                                                                                     | 36,34                                                                                  | 136,7                                                                                  | 26,51                                                                                  | 73,8                                                                                   | 48                                                                                     | 63                                                                                     | 30,24                                                                                  | 136,7                                                                                  | 22,12                                                                                  | 82,3                                                                                   | 48                                                                                     | 38                                                                                     | 18,24                                                                                  | 136,7                                                                                  | 13,34                                                                                  | 85,3                                                                                   |
| Februar 1929 | 46                                                                                     | 109                                                                                    | 50,14                                                                                  | 154,4                                                                                  | 32,47                                                                                  | 90,2                                                                                   | 48                                                                                     | 88                                                                                     | 42,24                                                                                  | 154,4                                                                                  | 27,36                                                                                  | 101,8                                                                                  | 48                                                                                     | 51                                                                                     | 24,48                                                                                  | 154,4                                                                                  | 15,85                                                                                  | 101,3                                                                                  |
| *) Reichsindexzahlen für die Lebenshaltungskosten nach den monatlichen Veröffentlichungen in „Wirtschaft und Statistik“ |                                                                                        |                                                                                        |                                                                                        |                                                                                        |                                                                                        |                                                                                        |                                                                                        |                                                                                        |                                                                                        |                                                                                        |                                                                                        |                                                                                        |                                                                                        |                                                                                        |                                                                                        |                                                                                        |                                                                                        |                                                                                        |

- Zu den ersten, zum Teil lange existierenden Betreiben gehörten:[23]

1848 Rödiger & Quarch
1857 F. W. Franke, Markranstädt
1860 Louis Walther, Markranstädt. 1872 wurde H. Steinbeck Inhaber. Die Firma (Steinbeck & Co) wurde 1889 umbenannt in Rauchwaren-Zurichterei und Färberei A. G. vorm. Walther Nachf., später in Rauchwaren-Walther G.m.b.H.
1867 Johann Scholz, Schkeuditz, später umbenannt in Johann Scholz & Sohn unter Angliederung einer Färberei
1868 A. Herzog, Leipzig-Lindenau
- Mit der Weiterentwicklung der Färberei entstanden zusätzliche Veredlungsbetriebe, unter anderem:

1876 F. A. Sieglitz & Co. in Zusammenarbeit mit dem Chemiker Adolf Sieglitz und Friedrich Erler, Inhaber der von ihm 1847 gegründeten Rauchwarengroßhandlung Friedr. Erler. Er rief Anfang der 1980er Jahre auch die Seal-Braunfärberei Erler & Co ins Leben.
1883 C. F. Th. Lindner in Rötha, durch Carl Friedrich Theodor Lindner
1883 Theodor Thorer eröffnet für seinen Rauchwarenhandel einen Betrieb zum Zurichten seiner Ware, insbesondere Persianer. Später übernahm er die frühere Zacharias'sche Zurichterei. Von 1923 an wurde der Betrieb als selbständiges Unternehmen Thorer & Co weitergeführt.
Bereits 1860 hatte die Rauchwarenfirma G. Gaudig & Blum in den Räumen der vormals Haendels'schen Fabriken in Rötha einen Veredlungsbetrieb zum Färben von Persianer angegliedert. Es folgten die Firmen Robert Schück, Wachtel & Eskreis, E. Kestenbaum & Sohn, F. L. Mertens, I. Konetzny und M. Nussenow mit eigenen Veredlungsbetrieben. Zum Teil befanden sie sich in Leipziger Vororten, unter anderem in Lindenau, wo sich in der Angerstraße gleich sechs Firmen nebeneinander befanden. Der überwiegende Teil war in den Orten der Umgebung ansässig, wie Markranstädt, Schkeuditz, Rötha und Weißenfels.
Der Umsatz nahm beständig zu und weitere Betriebe gründeten sich:
1900 Theodor Kniesche, später Märkle & Co, Wahren und Taucha
1903 Paul Kunath, Schkeuditz, umbenannt in Paul Kunath Nachf., 1926 nach Plagwitz verlegt. Im selben Jahr Eintritt des Rauchwarenchemikers Gerhardo die Pol, der hier wichtige Neuheiten der Pelzveredlung entwickelte.
1906 Friedrich Herrmann, Plagwitz
1916 Adolf Arnhold AG, Naunhof. Damit begann sich dort die Rauchwaren-Färberei und Zurichterei zu etablieren. 1923 fusionierte er mit der Firma Rauchwaren Louis Walther’s Nachf., Markranstädt. 1925 eröffnete Adolf Arnhold eine neue, eigene Rauchwarenfärberei als Aktiengesellschaft an einem anderen Standort in Naunhof. Das Unternehmen widmete sich fast ausschließlich der Veredlung von Kaninfellen.
1919 Gebrüder Hermsdorf, Böhlitz-Ehrenberg; Zeumer & Göhler und andere.
Umgekehrt gliederten auch um diese Zeit entstandenen Veredlungsbetriebe einen eigenen Rauchwarenhandel an, wie die Firmen
A. Herzog, Leipzig; Theodor Kniesche GmbH, Leipzig; Adolf Petzold, Leipzig; C. F. Th. Lindner, Rötha; Rauchwaren-Walther A. G., Markranstädt.
Von den Zurichtern, den Arbeitnehmern, die ihre Arbeit größtenteils am Bankmesser, dem alten Kürschnerhandwerkszeug, ausübten, waren 1929 über 1880 organisiert, und zwar
591 in Leipzig, 410 in Markranstädt, 402 in Rötha, 344 in Schkeuditz, 42 in Taucha, 64 in Zwenkau, 8 in Naunhof und 9 in Weißenfels.
1930 gab es im gesamten Reichsgebiet etwa 250 handwerkliche und industrielle Veredlungsbetriebe, davon im Raum Leipzig etwa 200, die restlichen in Berlin, Breslau, Chemnitz, Dresden, Freiburg/Breisgau, Frankfurt am Main, Kaiserslautern, München und Reichenbach/Vogtland.
1899 wurde der Verband Vereinigter Rauchwaren-Zurichterei- und Färberei-Besitzer Deutschlands gegründet, später umbenannt in Verband Deutscher Rauchwaren-Zurichtereien und Färbereien. Nach einem Bericht des Verbandes waren etwa 9000 Personen in dem Gewerbe beschäftigt. 1935 weist die Statistik des Verbandes 215 Betriebe auf.

## Belege
1. 1 2 3 4  
W. Künzel: Vom Rohfell zur Rauchware. Alexander Duncker Verlagsbuchhandlung, Leipzig ca. 1937, S. 6–9.
2. 1 2  
Gez. Gr.: Kürschner im Kampf gegen betrügerische Absichten. In: Brühl. 3. Mai/Juni 1983, VEB Fachbuchverlag Leipzig, S. 13–14. Primärquelle Franz Reinhard: Waaren-Kenntniß Betrugs- und Sicherstellungs-Lexicon. 2 Bände, Erfurt 1801 und 1803.
3. ↑  S. Hopfenkopf: Unsere Pelztiere, 1. Zobel. In: Der Rauchwarenmarkt. Nr. 18, Verlag Der Rauchwarenmarkt, Leipzig 11. Februar 1930, S. 3–4.
4. ↑  Emil Brass: Aus dem Reiche der Pelze. 1. Ausgabe. Verlag der „Neuen Pelzwaren-Zeitung und Kürschner-Zeitung“, Berlin 1911, S. 262, 610–612.
5. ↑  Fritz Schmidt: Das Buch von den Pelztieren und Pelzen. F. C. Mayer Verlag, München 1970, S. 89–95.
6. ↑  Alexander Tuma: Pelz-Lexikon. Pelz- und Rauhwarenkunde. XX. Band, Verlag Alexander Tuma, Wien 1950, S. 62–66 (unter der D.R.P.-Nr. 383.797).
7. ↑  Patent  DE383797C: Umlaufende glatte Gummiwalze zum Entfernen der Grannenhaare aus Fellen. Veröffentlicht am 30. Oktober 1923, Anmelder: Paul Kunath Nachfolger, Kurt Neumann.‌
8. 1 2 3 4 5 6  
Anton Ginzel: 60 Jahre Rauchwarenveredlung. In: Die Pelzwirtschaft. Verlag Die Pelzwirtschaft. 1. Januar 1965, Berlin, S. 44–55.
9. ↑  H. Clad, W. Lange: Der Rauchwarenhandel und seine Beziehungen zu Leipzig. Fischer & Wittig, Leipzig 1923, S. 10.
10. 1 2  
Anton Ginzel: Voraussetzung einer guten Pelzveredlung. In: Das Pelzgewerbe. Jg. XVI / Neue Folge, 1965 Nr. 3, S. 121–122.
11. ↑  Richard Buckmaster: Interview mit Joseph Steiner. März 1922 (englisch).
12. ↑  Unter Mitwirkung von Phil Potash, Joe Balzic, Jos. H. Lowenstein: History of Colour in Fur. In: Red Book International 1998 - International Fur Trade Directory (englisch).
13. ↑  Jean Heinrich Heiderich: Das Leipziger Kürschnergewerbe. Inaugural-Dissertation zur Erlangung der Doktorwürde der hohen philosophischen Fakultät der Ruprecht-Karls-Universität zu Heidelberg, Heidelberg 1897, S. 101–102.
14. 1 2 3 4 5 6 7 8 9  
Friedrich Lorenz: Rauchwarenkunde. 4. Auflage. Verlag Volk und Wissen, Berlin 1958, S. 172–199.
15. ↑  Patent  EP0634517B1: Verfahren zum Färben von Pelzfellen mit Oxidationsfarbstoffen. Angemeldet am 4. Juli 1994, veröffentlicht am 12. Juni 1996, Anmelder: Hoechst AG, Erfinder: Hubert Herdt, Josef Hurt.‌
16. 1 2 3 4  
Christian Franke, Johanna Kroll: Jury Fränkel’s Rauchwaren-Handbuch 1988/89. 10., überarbeitete und ergänzte Neuauflage. Rifra-Verlag, Murrhardt 1989, S. 38–39, 373–376, 397–404.
17. ↑  A. Ginzel: Reinforcing. In: Pelz International. Heft 1, Rhenania-Fachverlag, Koblenz Januar 1982, S. 24.
18. ↑  Kurt Nestler: Die Rauchwarenveredlung. Deutscher Verlag, Leipzig 1925, S. 105.
19. ↑  Technische Hinweise der BASF: Die Drucktechnik in der Pelzveredlung. In: Die Pelzwirtschaft. Heft 10, Oktober 1966, S. 85–86.
20. ↑  Anton Ginzel: Haar und Leder von Nutria-Fellen. In: Rund um den Pelz. Heft 10, Rhenania-Fachverlag, Koblenz Oktober 1976, S. 57–59.
21. ↑  Paul Schöps u. a.: Die Veredlung der Behaarung. In: Das Pelzgewerbe. Jg. XIV / Neue Folge, Nr. 1, 1963, Hermelin-Verlag Dr. Paul Schöps, Berlin u. a., S. 85–88.
22. 1 2  Jochen Sager: Die Nappaveredlung von Pelzfellen. In Die Pelzwirtschaft Nr. 12, 23. Dezember 1987, C. B. Verlag Carl Boldt, Berlin, S. 8–12.
23. 1 2 3 4 5 6 7 8 9 10 11 12 13 14 15 16 17 18 19 20 21 22 23 24 25 26 27 28 29 30 31 32 33 34 35 36 37 38 39  
Richard Maria Franke: 25 Jahre - 250 Jahre - 2500 Jahre. Von den Anfängen der Veredlung bis zur Schlüssel-Industrie der Rauchwarenbranche In: Felle Farben Fantasie. Ein Porträt der deutschen Pelzveredlungsindustrie. Rifra Verlag, Murrhardt, 1973, S. 7–25.
24. ↑  Francis Weiss: From Adam to Madam. Aus dem Originalmanuskript Teil 2 (von 2) (ca. 1980/1990er Jahre), im Manuskript S. 230. (englisch).
25. ↑  
Georg Grasser: Das Gerben der Pelzfelle. Die Chromsalze als Gerbstoffe. In: Der Rauchwarenveredler. Nr. 18, Beilage von Der Rauchwarenmarkt. Nr. 19, Leipzig, 9. März 1935.
26. ↑  Under Eight Monarchs - 1823–1953. C. W. Martin & Sons, London 1953, englisch.
27. ↑  Paul Larisch, Josef Schmid: Das Kürschner-Handwerk. III. Teil, Verlag Paul Larisch und Josef Schmid, Paris 1903, S. 63–67.
28. ↑  Anton Ginzel: Die Entwicklung der Persianer-Färberei. In: Rund um den Pelz. Heft 11, Rhenania Verlag, Koblenz November 1981, S. 14–15.
29. 1 2 3 4 5 6 7 8 9 10 11 12 13 14 15 16 17 18 19 20 21  
Paul Schöps u. a.: Die Rauchwaren-Veredlungsindustrie. In: Das Pelzgewerbe. Jg. XIV / Neue Folge, Nr. 1, 1963, S. 24–26.
30. ↑  Francis Weiss: From Adam to Madam. Aus dem Originalmanuskript Teil 2 (von 2) (ca. 1980/1990er Jahre), im Manuskript S. 234. (englisch)
31. ↑  Thorer & Co. (Hrsg.): 1883-1958 - 75 Jahre Thorerfarbe. Jubiläumsschrift der Firma Thorer & Co. 1958, S. 15.
32. ↑  Anton Ginzel: Der Glanz von Pelzfellen. In: Die Pelzwirtschaft. Nr. 12, 23. Dezember 1987, C. B. Verlag Carl Boldt, Berlin, S. 13.
33. ↑  Redaktion: Eine interessante Neuheit: Abgetönte Pelze. In: Der Rauchwarenmarkt. Nr. 68, Leipzig, 31. August 1935, S. 2.
34. ↑  Anton Ginzel: Reinforcing. In: Pelz International. Heft 1, Rhenania-Fachverlag, Koblenz Januar 1982, S. 24.
35. ↑  Diverse Berichte. In: Die Pelzwirtschaft. Nr. 7, 30. Juli 1973, CB-Verlag Berlin.
36. ↑  Redaktion: Pelzbekleidung mit 24 Karat Gold beschichtet. In: Pelzmarkt. Nr. 09/15, Deutscher Pelzverband, September 2015, S. 3–4 (Falk Rau mit Kopenhagen Studio).
37. ↑  Otto Feistle: Rauchwarenmarkt und Rauchwarenhandel. Verlag W. Kohlhammer, Stuttgart 1931, S. 81. Inhaltsverzeichnis.
38. ↑  Walter Krausse: Fünfzig Jahre Kaufmann in der Reichsmessestadt Leipzig. Selbstverlag, Leipzig April 1941, S. 57–60.
39. ↑  Dr. Gerhardo di Pol, 25 Jahre Rauchwarenchemiker. In: Das Pelzgewerbe Nr. 5/6, Beilage zur Zeitschrift Hermelin, 1953, S. 25.